# 所沢市
所沢市（ところざわし）は、埼玉県の南部に位置し、県の区分けでは西部地域に位置する市。施行時特例市に指定されている。埼玉西武ライオンズが本拠地としている西武ドーム（ベルーナドーム）が所在する。
人口は約34万人で、さいたま市、川口市、川越市に次ぐ県内第4位。旧入間郡。1950年（昭和25年）市制施行。

## 概要
東京近郊のベッドタウンとして、新所沢地区、小手指地区には集合住宅が多く、中心部の所沢地区は複数の高層マンションが連なっている。西武池袋線と西武新宿線が交差する所沢駅周辺はプロペ通り商店街や大型商業施設、西武鉄道の本社などが位置しており、所沢市の中心市街地となっている。松井地区や柳瀬地区はJR武蔵野線が開業した当時に比べ、人口が急増しており、主に住宅街となっている。その反面、北部の富岡地区は江戸時代に行われた開拓により整備された農地（三富新田）が広がり、中央部の並木地区には所沢カルチャーパーク、南西部の山口地区には宮崎駿（所沢市在住）監督作品の映画『となりのトトロ』の舞台（モデル地は所沢市内に点在する）にもなった狭山丘陵（トトロの森）や狭山湖（山口貯水池）が広がっているなど、豊かな自然にも恵まれている。
日本初の飛行場が開設されたことから、所沢市は「日本の航空発祥の地」としても知られている。1911年、日本初の飛行場である所沢陸軍飛行場が開設された。同年4月5日早朝、徳川好敏大尉の操縦する「アンリ・ファルマン1910年型機」が所沢飛行場での初飛行を記録した。戦後、所沢飛行場が在日米軍の所沢通信基地となるが、現在、7割が市に返還されている。 返還された土地には、所沢航空記念公園が整備され、公園内には所沢航空発祥記念館が建設されたほか、防衛省の防衛医科大学校・防衛医科大学校病院、厚生労働省の国立障害者リハビリテーションセンター、環境省の環境調査研修所、国土交通省の東京航空交通管制部、所沢市の所沢市役所・所沢市民体育館・所沢市民文化センター ミューズ・所沢市立図書館本館などがあり、所沢市の中枢機能や国の出先機関が集中している。未だに返還されていない残りの3割（約97ha）は、現在も在日米軍の所沢通信基地として稼働している。
「保健所発祥の地」としても知られており、記念碑が所沢駅東口ロータリーに設置されている。1937年、東京・京橋に「都市保健館」と所沢市（現在の所沢駅東口付近）に「農村保健館」が建てられた。農村保健館を開設して3年後、「所沢保健所」に改称された。1964年には、けやき台に移転し、2010年に狭山保健所に統合されるまで業務を行った。
静岡茶、宇治茶と並んで日本三大茶の一つと称される狭山茶の生産地としても知られており、生産量は埼玉県入間市に次ぐ全国第2位となっている。狭山茶は市内全域で栽培されており、特に三ヶ島地区、富岡地区で栽培面積、収穫量が多くなっている。
プロ野球・埼玉西武ライオンズの本拠地球場であるベルーナドーム（西武ドーム）の所在地である。また、西武グループの本拠地（本店所在地は池袋）でもある。所沢市内にはベルーナドームを始め、西武鉄道本社、所沢駅ビルのGrand Emio（グランエミオ）所沢、西武所沢S.C.（旧セゾングループ、かつての西武流通グループ）、西友（旧セゾングループ）、西武園ゆうえんち、西武園競輪場、狭山スキー場、ところざわのゆり園（旧ユネスコ村）など、西武系列の施設が多く所在する。また、池袋駅に隣接するダイヤゲート池袋（豊島区南池袋）に移転するまでは西武ホールディングスの本社も位置していた。また、近年は、西武グループによって所沢駅周辺（エミテラス所沢）やベルーナドーム・西武園ゆうえんち周辺の再開発が行われている。
主に閑静な住宅街や工業団地、のどかな田園風景となっている松井地区（東所沢和田）には、KADOKAWAのところざわサクラタウンが所在する。
日本経済新聞社産業地域研究所が全国815市区を対象に実施した「SDGs（持続可能な開発目標）先進度調査」において、所沢市が環境部門で全国1位となった。電気自動車充電インフラの整備や、スマートエネルギー補助金による、市域全体の再生可能エネルギー利用や省エネの促進などが高く評価された。2020年11月3日の市制施行70周年記念式典において、2050年までに市内の二酸化炭素の排出量実質ゼロを目指す「ゼロカーボンシティ」を市長が表明した。また、2021年2月15日に、所沢市は近隣4市（飯能市、狭山市、入間市、日高市）と共に、「ゼロカーボンシティ」共同宣言を表明した。
住宅情報誌『SUUMO』が2020年10月に発表した「災害に強い街」ランキングで、所沢市は1都3県の184市区のうち1位となった。この順位は公益財団法人の地盤工学会関東支部が、自然災害発生頻度と被害人口に、ハード・ソフト対策の充実度を掛け合わせ算出した、自然災害に対する独自のリスク指標「GNS」に基づいており、市の大半が武蔵野台地に位置していることが有利に働いた。（2位は和光市、3位は北本市）

### 地名の由来
「所沢」という地名は、野老（トコロ。ヤマノイモ科の植物）が群生する湿地の意といわれるが不詳。古くは「野老澤」（ところさわ）の字が当てられた。市内西部から市内中心部を通り、東部に流れる東川（あずまがわ）を指しているとする説もある。

## 地理

所沢市中心部周辺の空中写真。画像中央下部付近が所沢駅。画像上部に見える広い敷地は所沢航空記念公園と在日米軍所沢通信基地である。2007年8月7日撮影の77枚を合成作成。
。

埼玉県南部、武蔵野台地に位置し、南部には狭山丘陵が広がっている。狭山丘陵から流れる東川、柳瀬川は市内東部へ流れ、最終的には荒川に至る。山口貯水池（通称：狭山湖）は当市内にあるが、東京都民用の水源となっている（東京都水道局が管理）。
池袋を起点とする西武池袋線と西武新宿を起点とする西武新宿線の2つの幹線が東と南からやってきて、所沢駅に互い違いで乗り入れている。その後2つの路線はそれぞれ北と西とに進路を変え、当市内を横断する。
西武池袋線は西武有楽町線経由で東京メトロ有楽町線・副都心線・東急東横線・横浜高速鉄道みなとみらい線と相互直通運転を行っている。
JR武蔵野線は、当市内での他路線との接続はない（ただし、市境に新秋津駅と西武池袋線秋津駅がある）。
関越自動車道が東部を通過しており、国道463号（旧・県道浦和所沢線）と所沢ICで接続する。国道254号と国道463号は新座市の英（はなぶさ）インターで交差した後、市中心近くに至り、宮本町交差点を起点にそこから2本に分かれ（北側は通称「行政道路」、南側は通称「（国道463号、若しくは行政）バイパス」と呼ばれる）、入間市へと続いている。
所沢駅前のプロペ通りを中心とした地域は繁華街で西武百貨店の他、多くの飲食店、衣料品店などがある。プロペ通りから続くファルマン通りも古くからの繁華街で、旧市役所のあった元町を経て、金山町の交差点まで続く銀座商店街がある。現在は高層マンションが立ち並んでいる。航空公園を中心とする並木地区には公共機関が集中し、また在日米軍所沢通信基地がある。
新所沢は都市公団（現・都市再生機構）、小手指は西武鉄道とそれぞれが開発した集合住宅が広がっている。近年では旧市街地に超高層マンション建設が相次いでいる。
- 所沢航空発祥記念館
- 所沢航空記念公園内のケヤキ並木
- 在日米軍・所沢通信基地
- 八国山緑地から望む所沢市のスカイライン

### 地形

#### 河川

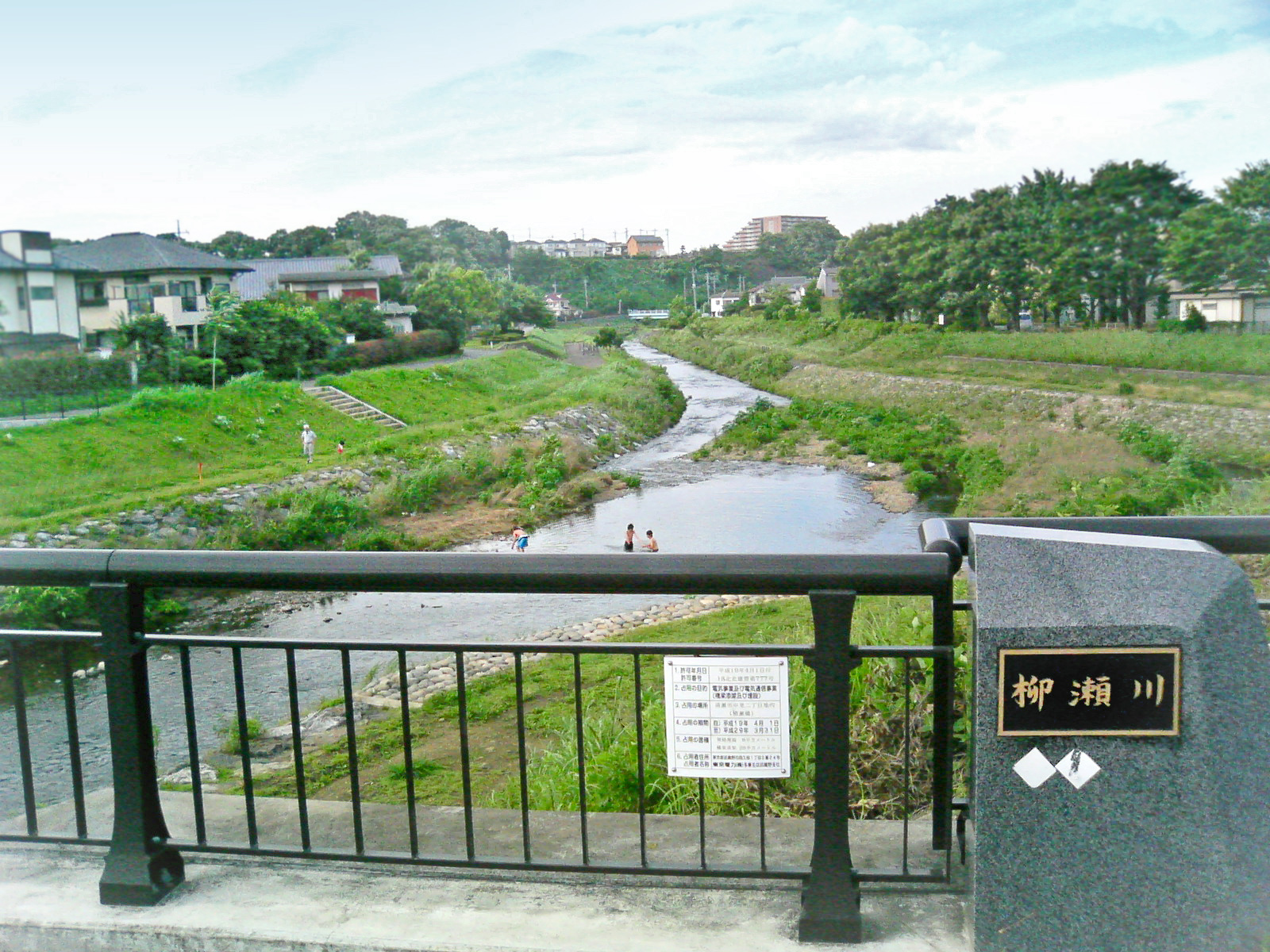
柳瀬川の「清瀬橋」
所沢市と清瀬市の都県境

主な川
| - 柳瀬川 - 六ツ家川 - 東川 | - 砂川堀 - 日比田水路 - 林川 | - 長峰川 - 鶴舞川 - 耕地川 | - 境川 - 大谷川 - 中野川 | - 坂之下川 - 中村川 - 不老川 | - 谷川 - 樽井戸川 |

### 気候
| 所沢市（所沢地域気象観測所）の気候                           | 所沢市（所沢地域気象観測所）の気候 | 所沢市（所沢地域気象観測所）の気候 | 所沢市（所沢地域気象観測所）の気候 | 所沢市（所沢地域気象観測所）の気候 | 所沢市（所沢地域気象観測所）の気候 | 所沢市（所沢地域気象観測所）の気候 | 所沢市（所沢地域気象観測所）の気候 | 所沢市（所沢地域気象観測所）の気候 | 所沢市（所沢地域気象観測所）の気候 | 所沢市（所沢地域気象観測所）の気候 | 所沢市（所沢地域気象観測所）の気候 | 所沢市（所沢地域気象観測所）の気候 | 所沢市（所沢地域気象観測所）の気候 |
| 月                                                           | 1月                                | 2月                                | 3月                                | 4月                                | 5月                                | 6月                                | 7月                                | 8月                                | 9月                                | 10月                               | 11月                               | 12月                               | 年                                 |
| ------------------------------------------------------------ | ---------------------------------- | ---------------------------------- | ---------------------------------- | ---------------------------------- | ---------------------------------- | ---------------------------------- | ---------------------------------- | ---------------------------------- | ---------------------------------- | ---------------------------------- | ---------------------------------- | ---------------------------------- | ---------------------------------- |
| 最高気温記録 °C （°F）                                       | 19.0 (66.2)                        | 24.2 (75.6)                        | 26.6 (79.9)                        | 32.0 (89.6)                        | 33.8 (92.8)                        | 37.4 (99.3)                        | 39.8 (103.6)                       | 40.0 (104)                         | 37.4 (99.3)                        | 32.3 (90.1)                        | 26.0 (78.8)                        | 25.7 (78.3)                        | 40.0 (104)                         |
| 平均最高気温 °C （°F）                                       | 9.1 (48.4)                         | 10.0 (50)                          | 13.3 (55.9)                        | 18.7 (65.7)                        | 23.2 (73.8)                        | 25.8 (78.4)                        | 29.8 (85.6)                        | 31.3 (88.3)                        | 27.0 (80.6)                        | 21.4 (70.5)                        | 16.2 (61.2)                        | 11.5 (52.7)                        | 19.7 (67.5)                        |
| 日平均気温 °C （°F）                                         | 3.7 (38.7)                         | 4.5 (40.1)                         | 7.8 (46)                           | 13.1 (55.6)                        | 17.8 (64)                          | 21.2 (70.2)                        | 25.0 (77)                          | 26.2 (79.2)                        | 22.4 (72.3)                        | 16.8 (62.2)                        | 11.1 (52)                          | 6.2 (43.2)                         | 14.6 (58.3)                        |
| 平均最低気温 °C （°F）                                       | −0.6 (30.9)                        | −0.2 (31.6)                        | 2.9 (37.2)                         | 7.9 (46.2)                         | 13.2 (55.8)                        | 17.5 (63.5)                        | 21.5 (70.7)                        | 22.6 (72.7)                        | 19.0 (66.2)                        | 13.3 (55.9)                        | 7.2 (45)                           | 1.9 (35.4)                         | 10.5 (50.9)                        |
| 最低気温記録 °C （°F）                                       | −7.8 (18)                          | −6.6 (20.1)                        | −5.2 (22.6)                        | −2.1 (28.2)                        | 4.8 (40.6)                         | 10.7 (51.3)                        | 13.6 (56.5)                        | 16.3 (61.3)                        | 9.3 (48.7)                         | 4.5 (40.1)                         | −0.8 (30.6)                        | −4.3 (24.3)                        | −7.8 (18)                          |
| 降水量 mm （inch）                                           | 50.9 (2.004)                       | 47.0 (1.85)                        | 98.3 (3.87)                        | 110.1 (4.335)                      | 125.8 (4.953)                      | 166.7 (6.563)                      | 172.4 (6.787)                      | 190.4 (7.496)                      | 233.2 (9.181)                      | 212.6 (8.37)                       | 75.0 (2.953)                       | 47.3 (1.862)                       | 1,529.5 (60.217)                   |
| 平均降水日数 （≥1.0 mm）                                     | 4.0                                | 5.2                                | 9.0                                | 9.0                                | 10.2                               | 12.4                               | 12.2                               | 10.0                               | 12.0                               | 10.4                               | 7.0                                | 4.9                                | 106.3                              |
| 平均月間日照時間                                             | 202.8                              | 184.2                              | 179.1                              | 183.8                              | 182.1                              | 120.8                              | 148.2                              | 177.3                              | 132.4                              | 134.4                              | 161.7                              | 183.9                              | 1,985.8                            |
| 出典：気象庁（平均値：1991年 - 2020年、極値：1977年 - 現在） |                                    |                                    |                                    |                                    |                                    |                                    |                                    |                                    |                                    |                                    |                                    |                                    |                                    |

所沢市のほぼ全域は内陸性気候の特色を持ち、夏は高温、冬は寒冷な気候となっている。しかしながら、アメダスは狭山湖畔に設置されており、湖の影響を強く受ける海洋性気候の特徴を持つ。そのため、アメダスで観測される数値は周囲よりも冬は冷え込みが弱く、夏は逆に冷涼となりやすく局所的な影響が強く出る。実際に標高が100 mほど低いさいたま市に比べると1月平均最低気温（-0.6度）や最低気温極値（-7.8度）は高くなっている一方、8月平均最高気温（31.3度）はより低い。しかしながら、夏季の場合は風向き次第ではフェーン現象の影響を受けてこのアメダス地点においても高温となることもあり、所沢の最高気温極値は2025年8月5日に観測された40.0度と、さいたま市の39.7度よりも高くなっており、湖と反対側からの風の影響次第では高温となることもある。
冬季は南岸低気圧の影響で大雪となる事もあり、内陸にあることから雪のまま推移する事が少なくない。その場合、埼玉県内では東部よりも降雪量が多くなる傾向がある。2014年2月14日の大雪の時には所沢中央消防署で積雪57cmを記録している。また、前述通りアメダスは狭山湖畔にあるため、標高が幾分高いこととヒートアイランドの影響が小さいことも加わり、市街地と比較すると雪の日はより低温で積雪も多くなる傾向にある。

### 地域

#### 町名・字
あ行
- 青葉台 - あおばだい
- 旭町 - あさひちょう
- 荒幡 - あらはた
- 泉町 - いずみちょう
- 岩岡町 - いわおかちょう
- 牛沼 - うしぬま
- 榎町 - えのきちょう

か行
- 金山町 - かなやまちょう
- 上新井（一丁目〜五丁目）- かみあらい
- 上安松 - かみやすまつ
- 上山口 - かみやまぐち
- 神米金 - かめがね
- 亀ヶ谷 - かめがや
- 北秋津 - きたあきつ
- 北岩岡 - きたいわおか
- 北所沢町 - きたところざわちょう
- 北中（一丁目〜四丁目）- きたなか
- 北野（一丁目〜三丁目）- きたの
- 北野新町（一丁目〜二丁目）- きたのしんまち
- 北野南（一丁目〜三丁目）- きたのみなみ
- 北原町 - きたはらちょう
- 喜多町 - きたまち
- 北有楽町 - きたゆうらくちょう
- くすのき台（一丁目〜三丁目）- くすのきだい
- 久米 - くめ
- けやき台（一丁目・二丁目）- けやきだい
- 糀谷 - こうじや
- 向陽町 - こうようちょう
- 小手指台 - こてさしだい
- 小手指町（一丁目〜五丁目）- こてさしちょう
- 小手指南（一丁目〜六丁目）- こてさしみなみ
- 小手指元町（一丁目〜三丁目）- こてさしもとまち
- 寿町 - ことぶきちょう
- こぶし町 - こぶしちょう

さ行
- 坂之下 - さかのした
- 狭山ヶ丘（一丁目・二丁目）- さやまがおか
- 下新井 - しもあらい
- 下富 - しもとみ
- 下安松 - しもやすまつ
- 勝楽寺 - しょうらくじ
- 城 - しろ
- 新郷 - しんごう

た行
- 所沢新町 - ところざわしんまち

な行
- 中新井（一丁目〜五丁目）- なかあらい
- 中新井（大字）- なかあらい
- 中富 - なかとみ
- 中富南（一丁目〜四丁目）- なかとみみなみ
- 並木（一丁目〜八丁目）- なみき
- 西新井町 - にしあらいちょう
- 西狭山ヶ丘（一丁目・二丁目）- にしさやまがおか
- 西住吉 - にしすみよし
- 西所沢（一丁目・二丁目）- にしところざわ

は行
- 花園（一丁目〜四丁目）- はなぞの
- 林（一丁目〜三丁目）- はやし
- 東新井町 - ひがしあらいちょう
- 東狭山ヶ丘（一丁目〜六丁目）- ひがしさやまがおか
- 東住吉 - ひがしすみよし
- 東町 - ひがしちょう
- 東所沢（一丁目〜五丁目）- ひがしところざわ
- 東所沢和田（一丁目〜三丁目）- ひがしところざわわだ
- 日比田 - ひびた
- 日吉町 - ひよしちょう
- 星の宮（一丁目・二丁目）- ほしのみや
- 堀之内 - ほりのうち
- 本郷 - ほんごう

ま行
- 松が丘（一丁目・二丁目）- まつがおか
- 松郷 - まつごう
- 松葉町 - まつばちょう
- 三ヶ島（一丁目〜五丁目）- みかじま
- 緑町（一丁目〜四丁目）- みどりちょう
- 南住吉 - みなみすみよし
- 南永井 - みなみながい
- 美原町（一丁目〜五丁目）- みはらちょう
- 宮本町（一丁目・二丁目）- みやもとちょう
- 御幸町 - みゆきちょう
- 元町 - もとまち

や行
- 山口 - やまぐち
- 弥生町 - やよいちょう
- 有楽町 - ゆうらくちょう

わ行
- 若狭（一丁目〜四丁目）- わかさ
- 和ヶ原（一丁目〜三丁目）- わがはら
- 若松町 - わかまつちょう

#### 住宅団地
- 所沢コーポラス
- 所沢パークタウン公園通り団地
- 松が丘団地
- 新所沢第二団地
- ヴィルセゾン小手指
- 西武小手指ハイツ
- 武蔵野団地
- 狭山ヶ丘角栄団地
- 並木通り団地
- 所沢椿峰住宅
- 所沢松郷住宅
- 所沢新郷住宅
- 所沢パークタウン武蔵野住宅
- 新所沢けやき通り住宅
- 愛宕山市営住宅
- URプラザシティ新所沢けやき通り
- URプラザシティ新所沢けやき通り第2
- UR新所沢団地

### 人口
| |                                        |  |
| 所沢市と全国の年齢別人口分布（2005年） | 所沢市の年齢・男女別人口分布（2005年） |  |
| ■紫色 ― 所沢市 ■緑色 ― 日本全国 | ■青色 ― 男性 ■赤色 ― 女性              |  |
| 所沢市（に相当する地域）の人口の推移 \| 1970年（昭和45年） \| 136,611人 \| \| \| 1975年（昭和50年） \| 196,870人 \| \| \| 1980年（昭和55年） \| 236,476人 \| \| \| 1985年（昭和60年） \| 275,168人 \| \| \| 1990年（平成2年） \| 303,040人 \| \| \| 1995年（平成7年） \| 320,406人 \| \| \| 2000年（平成12年） \| 330,100人 \| \| \| 2005年（平成17年） \| 336,100人 \| \| \| 2010年（平成22年） \| 341,900人 \| \| \| 2015年（平成27年） \| 340,386人 \| \| \| 2020年（令和2年） \| 342,464人 \| \| |                                        |  |
| 総務省統計局 国勢調査より |                                        |  |
| 1970年（昭和45年） | 136,611人                              |  |
| 1975年（昭和50年） | 196,870人                              |  |
| 1980年（昭和55年） | 236,476人                              |  |
| 1985年（昭和60年） | 275,168人                              |  |
| 1990年（平成2年） | 303,040人                              |  |
| 1995年（平成7年） | 320,406人                              |  |
| 2000年（平成12年） | 330,100人                              |  |
| 2005年（平成17年） | 336,100人                              |  |
| 2010年（平成22年） | 341,900人                              |  |
| 2015年（平成27年） | 340,386人                              |  |
| 2020年（令和2年） | 342,464人                              |  |

- 2000年頃より小金井街道沿いの旧市街地周辺に高層マンションが相次いで建てられ転入者が増え、2005年にはさいたま市、川口市に次ぐ県内3位の人口を記録したが、その後伸びは鈍化。
- 2020年4月末現在344,604人。さいたま市、川口市、川越市、越谷市に次ぐ県内5位。

### 隣接自治体
| 埼玉県 - 入間市 - 川越市 - 狭山市 - 新座市 - 入間郡：三芳町 | 東京都 - 清瀬市 - 東村山市 - 東大和市 - 武蔵村山市 - 西多摩郡：瑞穂町 |

## 歴史

### 先史
旧石器時代
所沢の近辺には、約2万年前から人類が定住しており、砂川遺跡を筆頭に市内には旧石器時代以降の遺跡や貝塚が点在している。

### 古代
古墳時代
東日本各地に多く見られることだが、当地にも日本武尊の東征伝説がある。戦勝を祈願したといわれる神社（所澤神明社や北野天神社の由来）や、あるいは篭手をかざした（地名・小手指の由来）といった伝承がある。
飛鳥時代
7世紀に律令制度のもと、武蔵国国府が現在の東京都府中市に設置されると、当地は武蔵国入間郡の一部となり、あわせて武蔵国国府と上野国国府を結ぶ官道が築かれた。これが東山道武蔵路であり、市内の南陵中学校でも遺構が確認されている。また、かつての郡境にあたる現在の松が丘付近には悲田処（行路病人などの救護施設）が設置されたという伝承がある。
武蔵国一帯は朝鮮半島からの渡来人が数多く定住しており、当地にも渡来人のコミュニティが存在していたとの説もある。

### 中世
平安時代
平安時代末期になると世情が乱れ、野武士軍団である武蔵七党の一派、村山党が定着した。現在も市内に多く存在する山口、村山、金子といった姓は、この流れである。
鎌倉時代
1192年に鎌倉幕府が成立すると、府中方面に通じていた街道は鎌倉街道上道となり、軍事的にも経済的にも重要な幹線道路として整備された。特に所沢は、上道と間道である堀兼道・羽根倉道の合流地点として栄えたという。
室町時代・南北朝時代
1333年、隠岐島に島流しされていた後醍醐天皇が伯耆国船上山（現・鳥取県東伯郡琴浦町内）で蜂起すると、上野国（群馬県）の新田義貞は呼応して鎌倉へ向かって進軍し、小手差原（現在の北野付近）で北条氏の兵と衝突、決着はつかず両軍とも一時兵を引いた。世にいう小手指原の戦いである。市内に残る白旗塚・将軍塚（松が丘）・誓詞橋（砂川堀）・勢揃橋（柳瀬川）といった地名は、この戦いに由来する。その後、1352年にも義貞の遺児である義興・義宗の兄弟が足利軍と小手指原付近で衝突している。（武蔵野合戦）
室町時代・戦国時代
戦国時代は関東管領扇谷上杉氏の支配下にあり、上杉氏家臣で守護代の大石氏が統治していた。のちに河越夜戦で上杉氏が衰退し後北条氏が台頭してくると、八王子城主北条氏照の支配下となった。柳瀬川沿いに山口城址・滝の城址などの中世城館跡が数か所残っている。

### 近世
江戸時代
江戸時代には江戸近郊として幕府直轄領が多く直接支配が及んでいたが、一部には川越藩領や旗本領も存在している。ただし、現在の市域のうち、日比田村だけは多摩郡に属し、明治13年に入間郡大岱村（現在の東村山市恩多町付近）と交換されるまで飛び地となっていた。
近世には河原宿（現在の宮本町付近）から江戸四谷への道（江戸街道・おおむね現在の西武新宿線沿い・現所沢街道に近い）が整備され、東（江戸街道）・西（秩父道）・南（府中・八王子方面）・北（川越方面）へ延びる主要道路の中継地、あるいは物資の集積地として機能した。
また、市北部の富岡地区では、川越藩主柳沢吉保期に新田開発（三富新田開拓）が行われた（このうち上富地区は、現在は入間郡三芳町の域内にあたる）。
なお、地層が関東ローム層と礫層に覆われた武蔵野台地では地下水脈が深い乏水地域で、所沢市域でも井戸水の確保に苦労した。その惨状たるや「所沢の火事は土で消せ」と言われたくらいであり、実際に1818年（文化15年）2月の神明社、薬王寺及び民家142戸が焼失する大火など、江戸期には数回の大火が発生している。

### 近代
明治時代
| - 所沢町道路元標（日吉町） - 木村・徳田両中尉記念塔 - アンリ・ファルマン複葉機 | - 山口貯水池 「狭山湖」の遠景に望む富士山 |

明治維新後、現在の当市域の旧幕府直轄領だった大部分は1869年（明治2年）3月21日（旧暦2月9日）に品川県になり、同4月には市西部にあたる部分が韮山県に移管され。
、1871年8月29日（旧暦7月14日）に川越藩領だった一部は川越県となった。同年12月25日（旧暦11月14日）に入間県発足で全域が入間県になり、1873年6月15日に熊谷県になった後、最終的に1876年8月21日、埼玉県に組み入れられた。1881年（明治14年）には上新井村の本宿と久米村の金山を編入し、所沢村から所沢町になった。1889年（明治22年）4月1日、町村制施行に伴い、入間郡所沢町が成立した。
明治時代にも1875年（明治8年）、1880年（明治13年）、1885年（明治18年）などに大火があり、蔵造りの街並みが造られた。
1911年（明治44年）現在の並木地区を中心とした一帯に陸軍が日本初の飛行場（のち陸軍航空整備学校）を設置し、基地の町という新たな顔をもつことになった。現在、所沢が所沢航空記念公園を持ち「航空発祥の地」を標榜しているのは、これに由来する。
また、臨時軍用気球研究会所沢試験場が翌1911年4月1日に開場。4月5日に陸軍大尉徳川好敏による初飛行が行われたが、この際使用した飛行機がアンリ・ファルマン式複葉機だったことにちなみ、所沢駅西側には「ファルマン通り」という道が存在する。
なお、飛行場完成に合わせて武蔵野鉄道（現在の西武池袋線）や旧西武鉄道（現在の西武新宿線）も競って基地への最寄駅を設置した（現在は両駅とも廃止）。
一方、交易中継地としての機能も健在で、「所沢飛白」「湖月縮」といった名産品により、「織物の町・所沢」として最盛期を迎えた。
昭和時代
1927年（昭和2年）東京市民の水がめとして、山口貯水池（狭山湖）の建設が開始され、1934年（昭和9年）に完成した。このため山口村の旧勝楽寺村と上山口村にわたる一帯が水没し、村の住民は隣の小手指村などに移住した。
狭山湖畔からの景観や付近の桜景色は、同湖完成直後から観光名所となり、後に周辺一帯が一大レジャーエリアとして開発される端緒となった。
しかしながら同湖の水は当市には供給されないため、町内では江戸時代と変わらず水の確保に苦労する状況であった。1934年（昭和9年）4月には大干ばつに見舞われ、近隣の町や陸軍飛行学校から給水を受ける有様であった。この状況は、上水道が完成する1937年（昭和12年）3月まで続いた。
1943年（昭和18年）所沢町と小手指・富岡・吾妻・松井・山口の5村が合併した。
戦時中の1945年（昭和20年）にはアメリカ軍による空襲で旧所沢町だけで死傷者が30名以上、家屋への被害も65棟に及んだ。3月10日の東京大空襲では、所沢飛行場にも戦闘機が配備されていたが、強風と延焼により迎撃できなかった。8月15日の敗戦とともに、陸軍所沢飛行場および周辺施設はアメリカ軍に接収され、1971年（昭和46年）に6割、1978年（昭和53年）にさらに1割は返還されたものの、現在も通信基地として残っている。

### 現代
- 東京航空交通管制部通信塔（並木地区）
- ベルーナドーム
- ところざわサクラタウン

昭和時代
- 1950年（昭和25年）11月3日に市制を施行し、所沢市となった（埼玉県で8番目）。
- 1955年（昭和30年）柳瀬と三ヶ島の両村を吸収合併し、現在の市域となった。

市制施行時の人口は約4万2千人であったが、昭和20年代 - 昭和30年代前半に沖縄からの移民団が新所沢東部や小手指付近に入植・開拓を行うなど人口は増加しつづけ、1959年（昭和34年）には住宅公団による新所沢団地の入居が開始された。その後も小手指や新所沢地区を中心に大規模な住宅開発が行われ、2000年には人口33万人を突破している。
- 1964年（昭和39年）東京オリンピックのクレー射撃の会場（南永井）となる。
- 1966年（昭和41年）アメリカ合衆国・イリノイ州ディケーター市と姉妹都市になる。
- 1978年（昭和53年）福岡を本拠地とし、経営不振に陥っていたプロ野球・クラウンライターライオンズの運営会社『福岡野球株式会社』を国土計画の堤義明が、西武鉄道沿線である当市への移転を条件に全ての債務を肩代わりするなどして買収。狭山丘陵に自前の球場（西武ライオンズ球場、現在のベルーナドーム）を建設。球団名を「西武ライオンズ」とした。
- 1980年（昭和55年）市制施行30周年を記念して第一回市民フェスティバルを航空記念公園で開催。
- 1982年（昭和57年）西武ライオンズが本拠地移転4年目にしてリーグ初優勝と日本一に輝く。以来、1980年代のパ・リーグ黄金時代を築く。2008年（平成20年）までにリーグ優勝16回、日本一を10回（福岡時代を含めるとリーグ優勝21回、日本一13回）を達成している。
- 1985年（昭和60年）市制施行35周年を記念して第一回市民文化フェアを航空記念公園で開催。
- 1986年（昭和61年）4月25日西武百貨店所沢店オープン。

平成時代
- 1990年（平成2年）市制施行40周年を記念して第一回所沢シティマラソンを開催。
- 1992年（平成4年）中華人民共和国・江蘇省常州市と姉妹都市になる。
- 1997年（平成9年）
  - 廃部となった男子社会人バスケットボールチーム・アンフィニ東京ブロンコスの後継チームを発足。名称を所沢ブロンコスとし活動開始。
  - テレビ朝日のテレビ報道に端を発するダイオキシン騒動が発生、社会問題となった。
- 1998年（平成10年）大韓民国・京畿道安養市と姉妹都市になる。
- 2002年（平成14年）特例市に移行。
- 2005年（平成17年）所沢市民体育館を本拠地とする所沢ブロンコスが「埼玉ブロンコス」に改称し、新潟アルビレックスBBとともにbjリーグを発足。
- 2006年（平成18年）面積に関する要件の廃止により中核市の条件を満たす。
- 2008年（平成20年）西武ライオンズが「埼玉西武ライオンズ」に改称。
- 2011年（平成23年）所沢飛行場開設100年を記念した「航空発祥100周年記念事業」の多くが、直前に発生した東日本大震災や計画停電の影響で中止となった。
- 2014年（平成26年）所沢市初となる住民投票条例「防音校舎の除湿工事（冷房工事）の計画的な実施に関する住民投票条例」が成立。
- 2015年（平成27年）
  - 「防音校舎の除湿工事（冷房工事）の計画的な実施に関する住民投票」が施行。賛成56,921票、反対30,047票。投票率31.54％。
  - 「子ども・子育て支援新制度」[13] を根拠とした、いわゆる『育休退園』運用を開始[14][15][16]。
  - 市とKADOKAWAによる東所沢開発事業「COOL JAPAN FOREST構想（CJF構想）」がスタート。
- 2016年（平成28年）
  - CJF構想の会議「ところざわ文化創造会議」がスタート。第1・2回開催。
- 2017年（平成29年）
  - 「第3回ところざわ文化創造会議」開催。
- 2018年（平成30年）
- グランエミオ所沢Ⅰ期オープン。
  - CJF構想拠点施設「ところざわサクラタウン」建設開始。
  - 「第4回ところざわ文化創造会議」開催。

令和時代
- 2019年（令和元年）
  - 「第5回ところざわ文化創造会議」開催。
- 2020年 (令和2年）
- グランエミオ所沢Ⅱ期オープン。　
  - 「ところざわサクラタウン」が7月17日に開業する予定だったが、新型コロナウイルスの感染拡大により、開業が延期され、11月6日の開業となっている。
  - 市制施行70周年
  - 埼玉ブロンコスが「さいたまブロンコス」に改称。
- 2024年（令和6年)
  - 新所沢パルコが閉店。

## 行政

### 町長
- 初代　犬塚元興 1889年6月5日 - 1900年2月25日
- 2代　渋谷秀三郎 1900年3月1日 - 1912年3月4日
- 3代　黒須百之助 1912年3月12日 - 1924年3月25日
- 4代　奥田栄之助 1924年4月23日 - 1928年
- 5代  川瀬宇吉 1928年9月7日 - 1932年
- 6代　内田常光 1932年10月6日 - 1940年10月5日
- 7代　大原卓爾 1941年1月10日 - 1943年
- 8代　山田力蔵 1943年5月21日 - 1944年4月29日
- 9代　鈴木源一 1944年8月4日 - 1945年1月22日
- 10代　鈴木孫三郎 1946年5月23日 - 1946年11月11日
- 11代　新井万平 1947年4月9日 - 1950年11月2日

### 市長
- 小野塚勝俊（おのづか・まさとし）（2023年10月30日就任、1期目。無所属。元民主党衆議院議員）
- 副市長：中村俊明

歴代市長
- 初代 新井万平 1950年11月3日 - 1951年4月4日
- 2代 内田常光 1951年4月23日 - 1955年4月30日
- 3代 鈴木孫三郎 1955年5月1日 - 1959年4月30日
- 4代 新井万平 1959年11月3日 - 1967年9月22日
- 5代 平塚勝一 1967年11月6日 - 1983年10月29日
- 6代 武藤保之助 1983年10月30日 - 1987年
- 7代 中井眞一郎 1987年 - 1991年
- 8代 齋藤博 1991年10月30日 - 2007年10月29日
- 9代 当摩好子 2007年10月30日 - 2011年10月29日
- 10代 藤本正人 2011年10月30日 - 2023年10月29日
- 11代 小野塚勝俊 2023年10月30日 -

#### 広域行政
協議会
- 埼玉県西部地域まちづくり協議会 ‐ 飯能市、狭山市、入間市、日高市とともに5市圏域の市民を対象とした交流事業（講演会やウォーキング大会などのイベント開催や、観光パンフレットの発行や図書館やスポーツ施設などの公共施設の相互利用及び広域での事業実施に向けた検討を行っている。

一部事務組合
- 埼玉西部消防組合 ‐ 飯能市、狭山市、入間市、日高市とともに消防・救急業務・火薬類取締法・液化石油ガス法・高圧ガス保安法に基づく事務処理を行っている。

事務の委託
- 東京都東村山市 ‐ 市内の一部地域における公共下水道事業を委託している。
- 東京都清瀬市 ‐ 市内の一部地域における公共下水道事業を委託している。

#### 広報番組
- J:COM 所沢
  - 「広報ところざわ」

毎日 9:25～、12:25～、20:25～
  - 「イイとこTV!」

月曜 7:30～、18:00～／火曜 10:00～、18:00～、23:00～／水曜 7:30～、15:00～、18:00～／木曜 10:00～、18:00～、23:00～／金曜 7:30～、15:00～、18:00～／土曜 12:30～、18:30～、23:00～／日曜 7:30～、15:00～、18:30～

#### 指定金融機関
他の埼玉県内の市同様、埼玉りそな銀行を指定金融機関としている。
2019年（令和元年）7月10日までは埼玉りそな銀行と三菱UFJ銀行の輪番制だった（水道事業は三菱UFJ銀行の単独、病院事業は輪番制）が、三菱UFJ銀行が指定金融機関を辞退した ことにより、埼玉りそな銀行が単独で市の指定金融機関となった。

### 埼玉県政機関
- 埼玉県所沢児童相談所
- 埼玉県自動車税事務所所沢支所

所沢地方庁舎
- 埼玉県西部地域振興センター
- 埼玉県所沢県税事務所

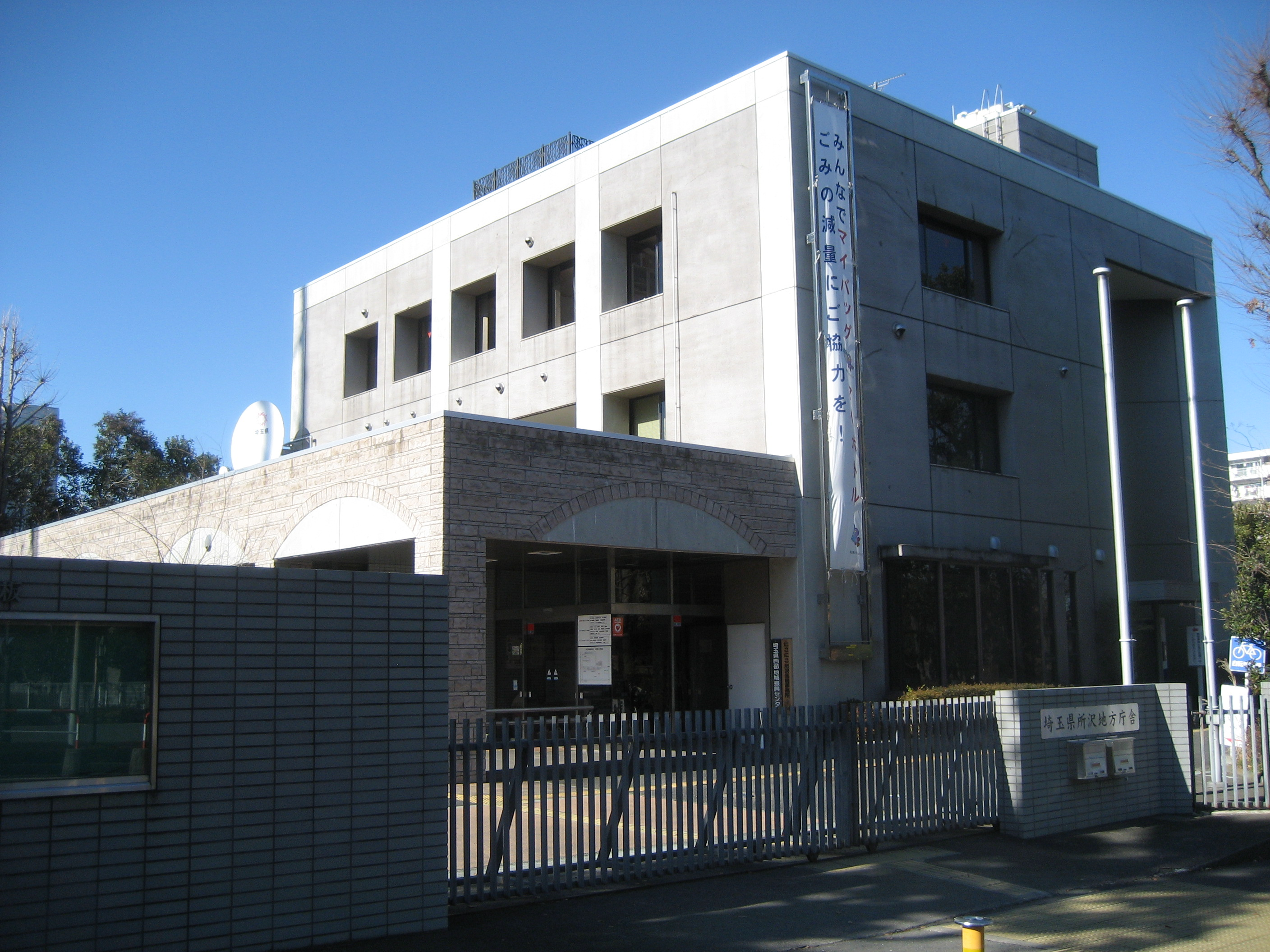
西部地域振興センターと所沢県税事務所が所在する所沢地方庁舎
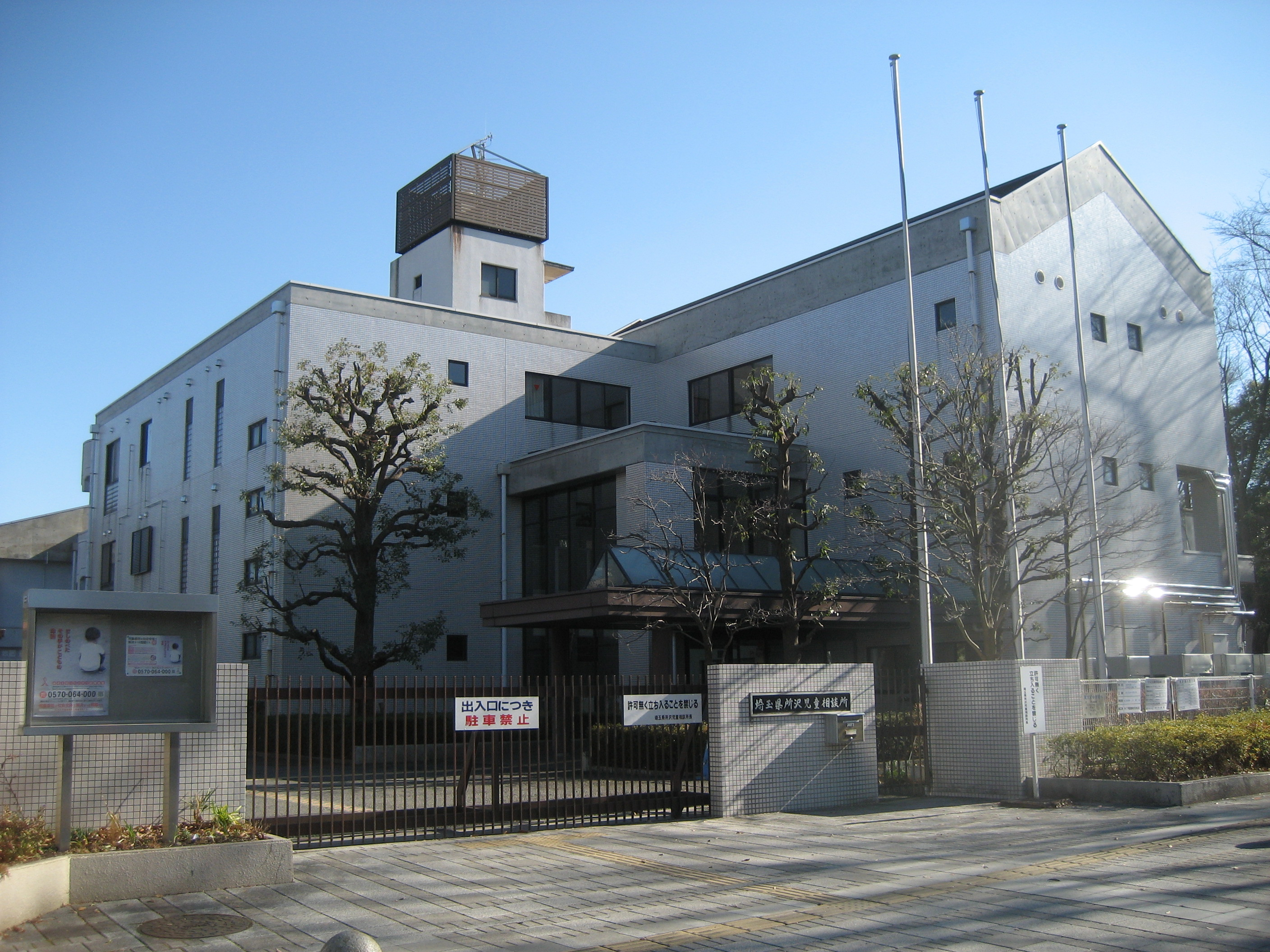
所沢児童相談所

### 東京都出先機関
- 東京都水道局村山山口貯水池管理事務所

## 議会

### 県議会
2023年埼玉県議会議員選挙
- 選挙区：西1区所沢市選挙区
- 定数：4人
- 投票日：2023年4月9日
- 当日有権者数：286,779人
- 投票率：38.03％

| 候補者名   | 当落 | 年齢 | 党派名     | 新旧別 | 得票数   |
| ---------- | ---- | ---- | ---------- | ------ | -------- |
| 岡田静佳   | 当   | 49   | 自由民主党 | 現     | 33,663票 |
| 水村篤弘   | 当   | 49   | 立憲民主党 | 現     | 22,624票 |
| 小早川一博 | 当   | 40   | 公明党     | 新     | 18,922票 |
| 城下師子   | 当   | 57   | 日本共産党 | 新     | 16,821票 |
| 杉田まどか | 落   | 45   | 無所属     | 新     | 15,405票 |

2019年埼玉県議会議員選挙
- 選挙区：西1区所沢市選挙区
- 定数：4人
- 投票日：2019年4月7日
- 当日有権者数：284,900人
- 投票率：37.67％

| 候補者名 | 当落 | 年齢 | 党派名     | 新旧別 | 得票数   |
| -------- | ---- | ---- | ---------- | ------ | -------- |
| 岡田静佳 | 当   | 45   | 自由民主党 | 現     | 26,648票 |
| 西山淳次 | 当   | 60   | 公明党     | 現     | 21,742票 |
| 水村篤弘 | 当   | 45   | 国民民主党 | 現     | 21,432票 |
| 柳下礼子 | 当   | 72   | 日本共産党 | 現     | 20,371票 |
| 安田義広 | 落   | 50   | 自由民主党 | 新     | 15,630票 |

### 衆議院
- 埼玉8区（所沢市、ふじみ野市（旧大井町域）、三芳町）
- 任期：2021年10月31日 - 2025年10月30日
- 投票日：2021年10月31日
- 当日有権者数：365,768人
- 投票率：56.69％

| 当落 | 候補者名   | 年齢 | 所属党派   | 新旧別 | 得票数    | 重複 |
| ---- | ---------- | ---- | ---------- | ------ | --------- | ---- |
| 当   | 柴山昌彦   | 55   | 自由民主党 | 新     | 104,650票 | ○    |
|      | 小野塚勝俊 | 49   | 無所属     | 元     | 98,102票  |      |

## 国の出先機関

### 国土交通省
- 東京航空交通管制部
- 関東運輸局埼玉運輸支局所沢自動車検査登録事務所

### 厚生労働省
- 所沢労働基準監督署（所沢合同庁舎）
- 所沢公共職業安定所（所沢合同庁舎）
- 国立職業リハビリテーションセンター
  - 中央障害者職業能力開発校
  - 中央広域障害者職業センター

### 法務省
- さいたま地方法務局所沢支局

検察庁
- 所沢区検察庁（所沢合同庁舎）

### 財務省
国税庁
- 所沢税務署

### 環境省
- 環境調査研修所

### 防衛省
自衛隊
- 自衛隊埼玉地方協力本部入間地域事務所

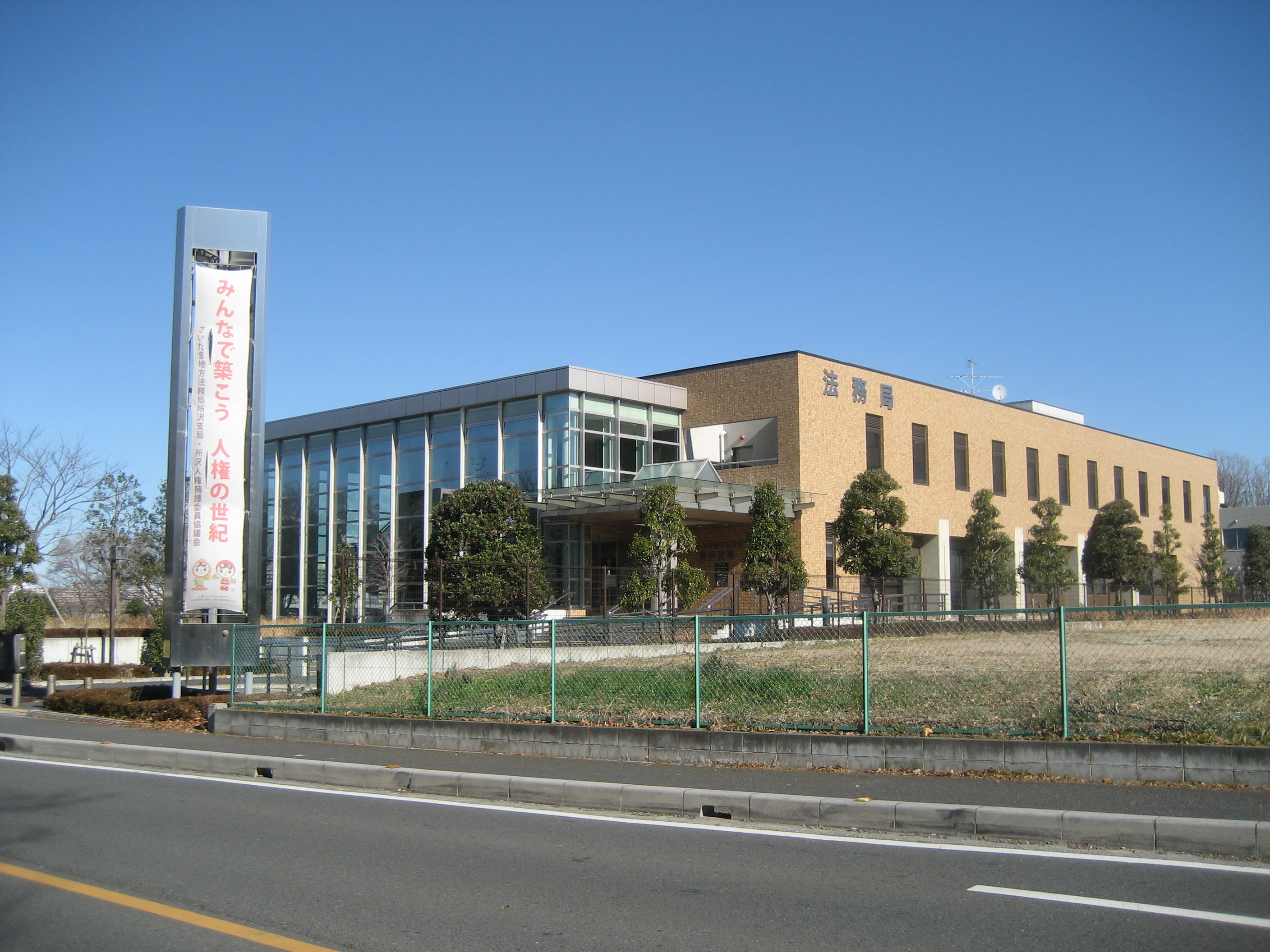
さいたま地方法務局所沢支局
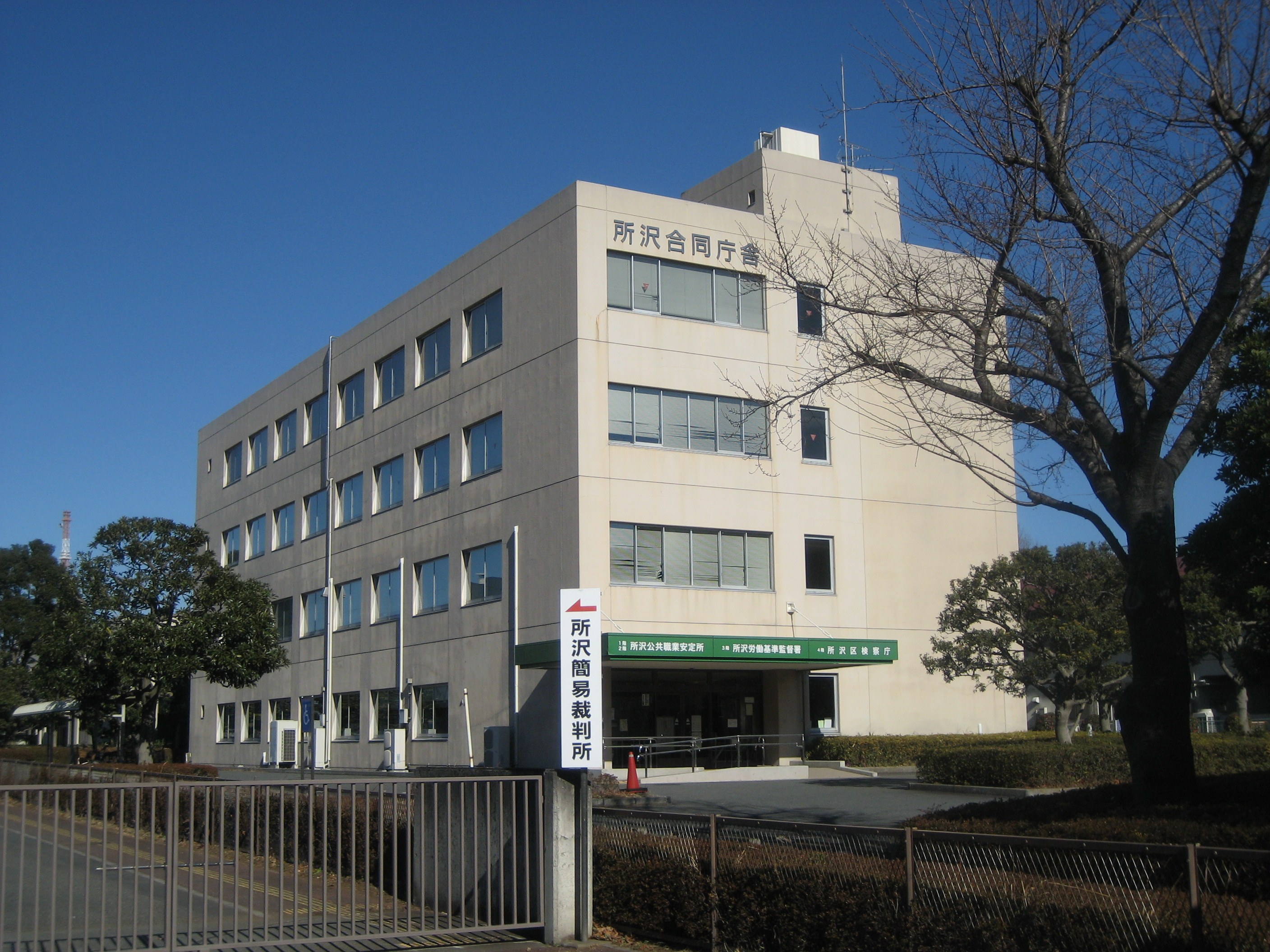
所沢合同庁舎

### 裁判所
- 所沢簡易裁判所

## 施設

### 警察
本部
- 埼玉県警察高速道路交通警察隊本隊（関越自動車道所沢インターチェンジ内）
  - 所沢分駐隊（関越自動車道所沢インターチェンジ内）

警察署
- 埼玉県所沢警察署

### 消防
本部
- 埼玉西部消防局（消防広域化前は所沢市消防本部）

消防署
- 所沢中央消防署
- 所沢東消防署

### 医療
主な病院
- 国立病院機構西埼玉中央病院
- 国立障害者リハビリテーションセンター
- 所沢ロイヤル病院
- 防衛医科大学校病院
- 所沢市市民医療センター
- 圏央所沢病院
- 所沢第一病院
- 所沢中央病院
- 所沢明生病院
- 所沢肛門病院

### 文化施設
- 国立障害者リハビリテーションセンター学院棟
- 所沢市立図書館 本館（航空公園内）

- 所沢市立図書館 - 本館のほかに2016年現在は市内に7館の分館を擁する。
- 生涯学習推進センター ‐ ふるさと研究部門で歴史資料を展示。
- 市立埋蔵文化財調査センター
- 中富民俗資料館
- 柳瀬民俗資料館
- 山口民俗資料館

### 郵便局
所沢市には日本郵便の集配郵便局が2つある。
郵便番号は、市内全域が「359-xxxx」である。
集配郵便局
- 所沢郵便局  (ゆうちょ銀行所沢店を併設) 
- 所沢西郵便局 

### 特殊法人
- 日本年金機構
  - 所沢年金事務所

## 対外関係

### 姉妹都市・提携都市

#### 海外
姉妹都市
- ディケイター市（アメリカ合衆国 イリノイ州）
1966年5月6日姉妹都市締結。当時の米軍所沢兵站センター長・ミラーの出身地。ともに人工湖があり、また当時の両市が産業・人口規模などで類似していたことから、交流が始まった。
- 常州市（中華人民共和国 江蘇省）
1992年4月20日姉妹都市締結。日中国交回復10周年を機に、当市でも中国との交流を探る動きが具体化。中日友好協会の仲介により1985年より交流開始。
- 安養市（大韓民国 京畿道）
1998年4月17日姉妹都市締結。ともに首都のベッドタウンであることから、1996年に安養の視察団が来訪したのがきっかけ。

#### 国内
大規模災害時相互応援協定締結都市
- 所沢市・飯能市・狭山市・入間市
  - 食糧、飲料水、生活必需物資並びにその供給に必要な資機材の提供
  - 被災者の救出、医療、防疫、施設の応急復旧に必要な機材等の提供
  - 救護救助活動に必要な車輌等の提供
  - 救助、応急復旧に必要な職員の派遣
  - 指定避難場所の相互利用
  - 被災者に対する住宅の提供
  - 被災児童生徒の小中学校への一時受入
- 所沢市・東村山市・清瀬市・東久留米市・新座市
  - 食糧、飲料水、生活必需物資並びにその供給に必要な資機材の提供
  - 被災者の救出、医療、防疫、施設の応急復旧に必要な機材等の提供
  - 救護救助活動に必要な車輌等の提供
  - 救助、応急復旧に必要な職員の派遣
  - 被災者一時収容のための施設の提供
  - ボランティアの斡旋
- 千葉県市原市
  - 食糧、飲料水、生活必需物資並びにその供給に必要な資機材の提供斡旋
  - 被災者の救出、医療、防疫、施設の応急復旧に必要な物資、機材等の提供斡旋
  - 救護救助活動に必要な車輌等の提供斡旋
  - 救助、応急復旧に必要な医療系職、技術系職、技能系職等職員の派遣
- 群馬県太田市
  - 食糧、飲料水、生活必需品並びにその供給に必要な資機材の提供斡旋
  - 被災者の救出、医療、防疫、施設の応急復旧に必要な資機材等の提供
  - 救護救助活動に必要な車輌等の提供
  - 救助、応急復旧に必要な職員の派遣
  - 被災者一時収容のための施設の利用
  - ゴミ、し尿処理のための車輌、施設の利用
- 宮崎県日南市
  - 災害応急対策用物資及び資器材の供給援助
  - 職員の派遣
  - 収容施設の提供

### 国際機関

#### 領事館
- 在所沢ニカラグア共和国名誉領事館

## 経済
- 旧・西武ライオンズ球団事務所
- 西武鉄道 本社
- 山田食品産業 本社・山田うどん 本店

### 第一次産業

#### 農業
狭山茶が有名だが、ホウレンソウやサトイモ、ニンジン等の栽培も盛ん。また、サツマイモ掘りやブドウ狩り等の観光農園も点在している。

### 第二次産業

#### 工業
食品製造や自動車部品・医療機器・電子部品の製造が盛んである。

### 第三次産業

#### 商業
主な商業施設
- 西武所沢S.C.
- エミテラス所沢

- グランエミオ所沢
- ワルツ所沢（西武所沢S.C.ほか）
- エミテラス所沢(ショッピングモール)
- トコトコスクエア（旧イオン所沢店←ダイエー所沢店）

### 拠点を置く企業
- 情報通信事業者
  - 株式会社KADOKAWA ところざわサクラタウン（東所沢和田）
    - KADOKAWA 所沢キャンパス（同上）
    - 角川文化振興財団（同上）

  - トゥーキョーゲームス株式会社（中富南）
KADOKAWAグループのスパイク・チュンソフト元社員が設立したコンピュータゲーム開発会社。KADOKAWAやスパイク・チュンソフトとの資本関係はない。
- 鉄道事業者・西武鉄道株式会社 本社（くすのき台）
- 建設事業者・西武建設株式会社 本社（くすのき台）
- バス事業者・西武バス株式会社 本社（久米）
- タクシー/ハイヤー事業者・西武ハイヤー株式会社 本社（久米）
- 宅配物流・協栄流通株式会社 本社（大字城）
- プロ野球興行運営会社・株式会社西武ライオンズ 本社（上山口）
1985年（昭和60年）5月16日、西武鉄道の本社社屋を、東京都豊島区から所沢市駅前のくすのき台に移転する事業の起工式を挙行。総工費40億円を掛けて建設され、翌年1986年（昭和61年）8月5日に本社を移転。当市に本社を置く企業の中で最大の売上規模（2004年度売上2,030億円）がある西武鉄道に続き、西武グループ関連企業の本社がその後移転され、当市は西武グループの拠点となっている。しかしその多くは「本店所在地」を依然として東京都豊島区に置いている（納税地は東京都豊島区となる）ため、これらの企業の納税による経済効果は限定的である。
- 不動産業・株式会社住協 本社（小手指町）
- 製菓製パン機械製造・株式会社マスダック 本社（小手指元町）
- 食品製造
  - 株式会社ピックルスコーポレーション 本社（くすのき台）
  - 山崎製パン株式会社 埼玉第一工場（坂之下）
同社の工場は、東側に隣接する東村山市に埼玉第二東村山工場が、さらにその東側に隣接する東久留米市に武蔵野工場が存在する。
- 外食レストランチェーン
  - 山田食品産業株式会社（山田うどん） 本社（上安松）
  - ぎょうざの満洲 本店（松葉町）（本社は川越市）
- 自転車部品製造・株式会社三ヶ島製作所 本社（糀谷）
- 光学機器製造・株式会社ビクセン 本社（東所沢）
- 登山用品製造・株式会社アライテント 本社（東所沢）
- 医療機器製造・ 日本光電工業株式会社 所沢事業所/総合技術開発センタ（くすのき台）
- 計測器製造・株式会社シバソク 所沢事業所（若松町）
- 住宅総合メーカー・パナソニック ホームズ埼玉西株式会社 本社（くすのき台）
- 機械製造
  - 株式会社鷺宮製作所 所沢事業所（青葉台）
  - シチズン時計マニュファクチャリング株式会社 本社（下富）
  - シチズン時計株式会社 所沢事業所（下富）
- 卓球用品・株式会社タマス（バタフライ） 所沢事業所（神米金）
- 楽器製造・株式会社村松フルート製作所 本社（美原町）
- 菓子製造・株式会社ねぎし 本社（東町）
- キャンピングカー製造・VANTECH株式会社（日比田）
- 自動車販売その他・ウェルビングループ株式会社（坂之下）

## 情報・通信

### マスメディア

#### 放送局
地域的なもののみ掲載。
テレビ
- J:COM 所沢（ケーブルテレビ）

ラジオ
- エフエム茶笛（本社は入間市） - 本市と防災協定締結（コミュニティ放送）

## 生活基盤

### ライフライン

#### 電気
- 東京電力エナジーパートナー

#### ガス
- 武州ガス
  - 市内の大部分（林一丁目・糀谷の各一部と山口貯水池周辺、下記他社供給エリアを除く）
- 東京ガス
  - 松が丘一丁目・松が丘二丁目、上安松の西武池袋線以西
- 大東ガス
  - 南永井字北井頭

#### 水道
- 所沢市上下水道局

#### 電信
- NTT東日本

市外局番等
- 04-200x・290x・292x〜296x・299x - 所沢MA（入間市、狭山市、所沢市）
  - 従来は「0429」であったが、電話番号逼迫対策のため、以下のように2度変更された。天気予報に関しては、従前と同じく「0429-177」となっている。
    - 1998年4月29日 - 「0429-xx」から「042-9xx」へ。
    - 2004年1月11日 - 「042-9xx」から「04-29xx」へ。

  - 柏MA（千葉県柏市など）、鴨川MA（鴨川市）も市外局番は「04」であるが、MAが異なるため、発信時に市外局番「04」を付ける必要がある。

## 教育

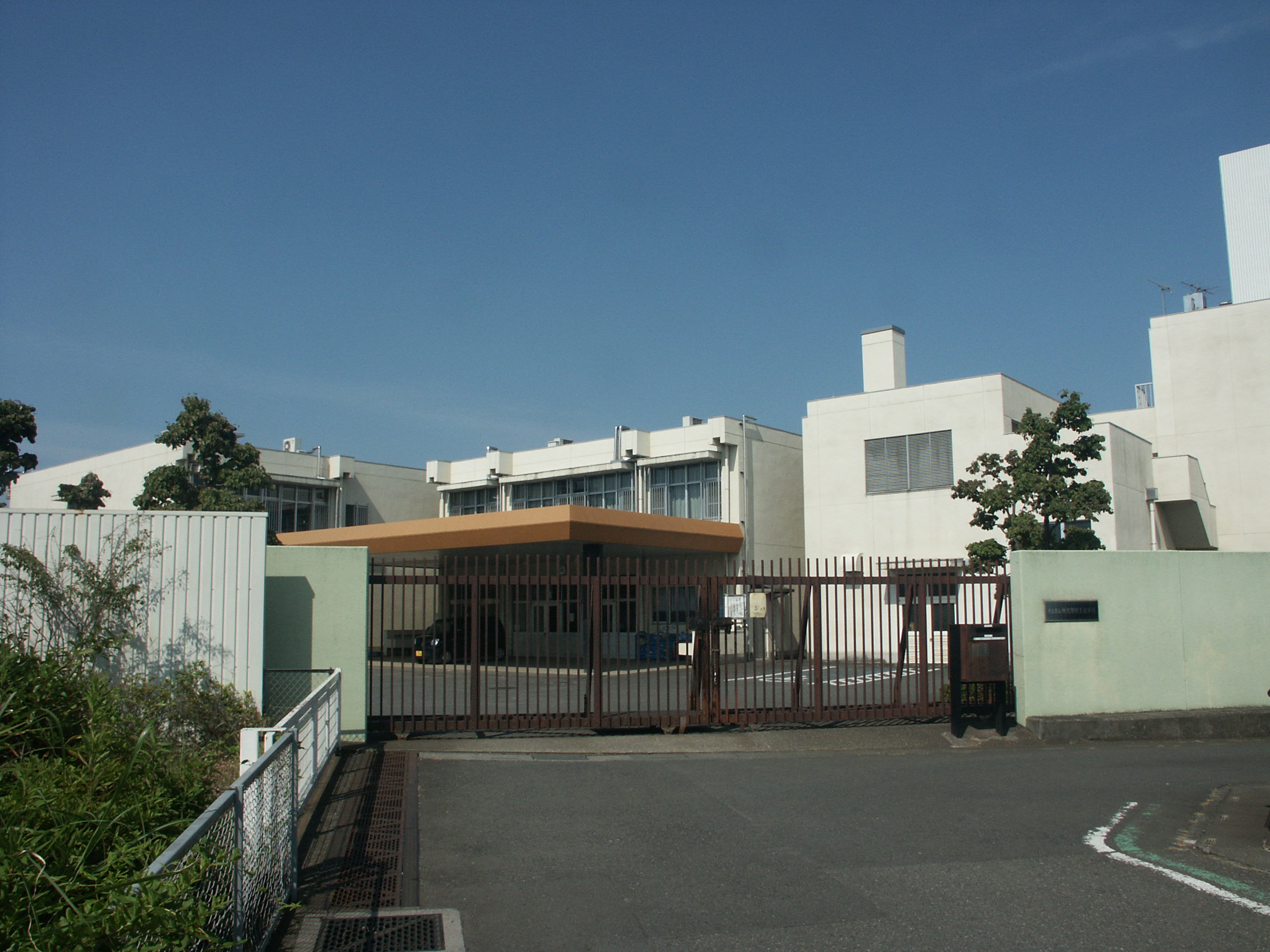
所沢特別支援学校

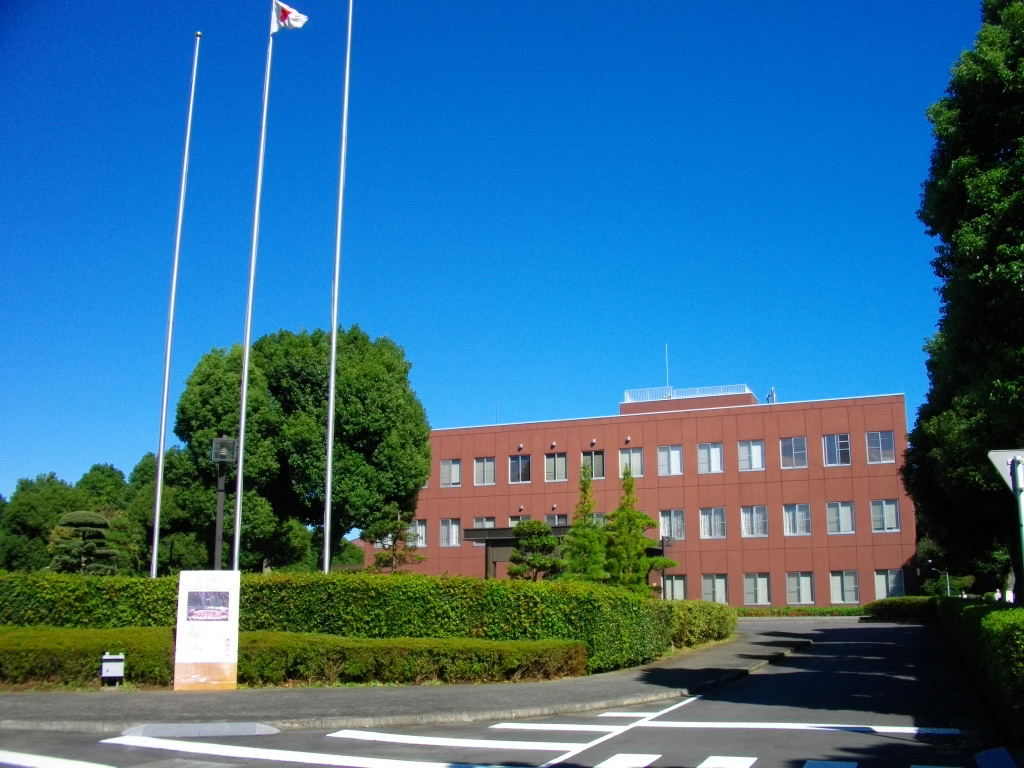
防衛医科大学校

### 大学
- 早稲田大学所沢キャンパス

### 短大
- 秋草学園短期大学

### 高等学校
県立
- 埼玉県立芸術総合高等学校
- 埼玉県立所沢高等学校
- 埼玉県立所沢北高等学校
- 埼玉県立所沢商業高等学校
- 埼玉県立所沢中央高等学校
- 埼玉県立所沢西高等学校

その他（技能連携施設）
- 東京西武学館（鹿島朝日高等学校技能連携校）

当市は、「所沢市育英奨学金」・「所沢市遺児奨学金」という奨学金制度（高等学校・高等専門学校対象）がある。

### 小学校
市立
| - 所沢市立荒幡小学校 - 所沢市立泉小学校 - 所沢市立牛沼小学校 - 所沢市立上新井小学校 - 所沢市立北小学校 - 所沢市立北秋津小学校 - 所沢市立北中小学校 - 所沢市立北野小学校 - 所沢市立小手指小学校 - 所沢市立伸栄小学校 - 所沢市立清進小学校 - 所沢市立椿峰小学校 - 所沢市立所沢小学校 - 所沢市立富岡小学校 - 所沢市立中央小学校 - 所沢市立中富小学校 | - 所沢市立並木小学校 - 所沢市立西富小学校 - 所沢市立林小学校 - 所沢市立東所沢小学校 - 所沢市立松井小学校 - 所沢市立三ヶ島小学校 - 所沢市立南小学校 - 所沢市立美原小学校 - 所沢市立宮前小学校 - 所沢市立明峰小学校 - 所沢市立安松小学校 - 所沢市立柳瀬小学校 - 所沢市立山口小学校 - 所沢市立若狭小学校 - 所沢市立若松小学校 - 所沢市立和田小学校 |

私立
| - 開智学園開智所沢小学校 |

### 中学校
市立
| - 所沢市立上山口中学校 - 所沢市立北野中学校 - 所沢市立向陽中学校 - 所沢市立小手指中学校 - 所沢市立狭山ヶ丘中学校 - 所沢市立中央中学校 - 所沢市立所沢中学校 - 所沢市立富岡中学校 | - 所沢市立南陵中学校 - 所沢市立東中学校 - 所沢市立三ヶ島中学校 - 所沢市立美原中学校 - 所沢市立安松中学校 - 所沢市立柳瀬中学校 - 所沢市立山口中学校 |

### 中等教育学校
私立
| - 開智学園開智所沢中等教育学校 |

### 特別支援学校
県立
- 埼玉県立所沢特別支援学校
- 埼玉県立所沢おおぞら特別支援学校

### 学校教育以外の学校
- 防衛医科大学校（防衛省文京研修施設）
- 国立障害者リハビリテーションセンター学院

## 交通

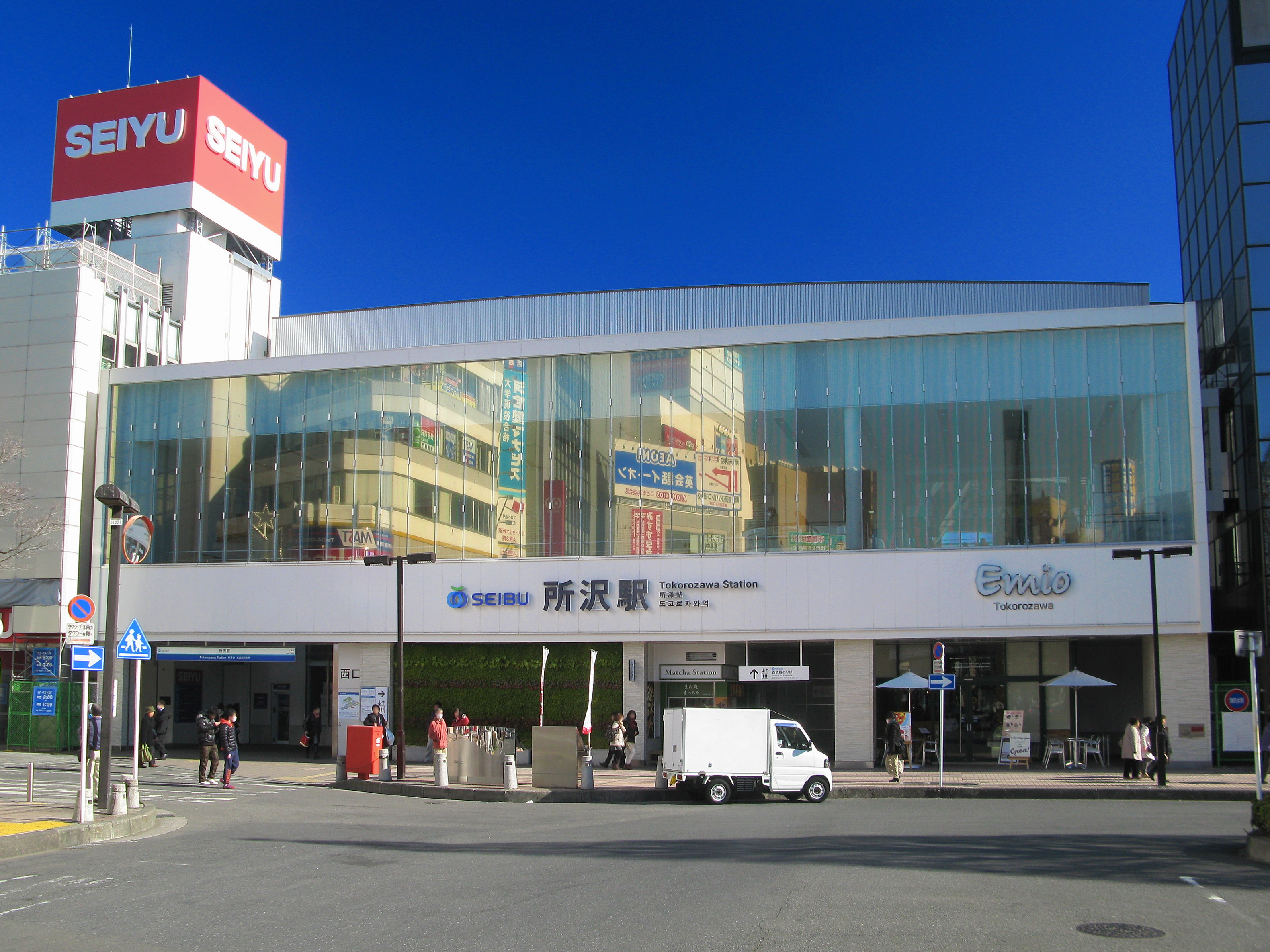
所沢駅（西口）

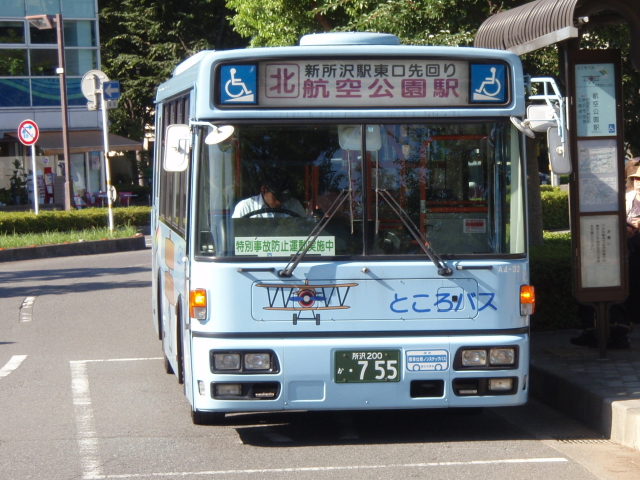
ところバス（航空公園駅ところバス発着場にて）

### 鉄道
東日本旅客鉄道（JR東日本）
 武蔵野線
- - 東所沢駅 -

西武鉄道
池袋線
- - 所沢駅 - 西所沢駅 - 小手指駅 - 狭山ヶ丘駅 -

新宿線
- - 所沢駅 - 航空公園駅 - 新所沢駅 -

狭山線
- 西所沢駅 - 下山口駅 - 西武球場前駅

 山口線
- 西武球場前駅 - 西武園ゆうえんち駅　-

都心に直結する西武池袋線と西武新宿線の2路線が市域の南東から北西にかけて並走し、西武池袋線は所沢駅の前後で大きく蛇行する線形となっている。JTBパブリッシングや交通新聞社の時刻表における市の代表駅は市内で最も乗降人員が多い所沢駅で、一日平均乗降人員は約10万人である。市域の南東部を武蔵野線が東西に横断するが、市内に乗換駅は存在しない。
上記の駅のほか、西武池袋線秋津駅（東京都東村山市）駅舎の一部が所沢市に属する。また、西武西武園線西武園駅と西武多摩湖線多摩湖駅（ともに東京都東村山市）が南西部の市境付近にある。
なお、武蔵野線と西武鉄道との連絡線が存在するが相互乗り入れは行われておらず、新秋津駅（東京都東村山市）からの甲種輸送が行われている。

### バス

#### 路線バス
全て西武バスの運行
- 市内に所沢営業所があり、多数路線を管轄するが市内西部では慢性的な道路渋滞により繰り返し廃止が行われ、あまり路線が残っていない。
- 一部路線は飯能営業所の管轄である。
- 過去に清瀬営業所、大宮営業所、川越営業所の管轄路線もあったが、それらは所沢営業所に移管されている。
- 深夜急行バスは練馬営業所・池袋駅東口 - 小手指駅北口線が運行されている。

#### 高速バス
- 空港連絡バス：所沢駅東口 - 東所沢駅 - 羽田空港（西武バスと東京空港交通の共同運行）
- 空港連絡バス：所沢駅東口 - 東所沢駅 - （和光市駅） - 成田空港（西武バスと京成バスの共同運行）
- （大宮 - 和光市駅 - ）東所沢駅 - 所沢駅東口 - 東大和市駅 - 立川駅北口 - 京都駅烏丸口 - 大阪駅JR高速バスターミナル - ユニバーサル・スタジオ・ジャパン（西武観光バスと西日本ジェイアールバスの共同運行「ドリームさいたま号」）現在は所沢駅経由の系を廃止
- （大宮 - ）所沢駅東口 - 名鉄バスセンター（名鉄名古屋駅）（西武バスと名古屋観光日急の共同運行）現在は廃止。
- （大宮 - ）所沢駅東口 - 富士急ハイランド - 河口湖駅 - 富士吉田（西武バス運行、季節運行便）現在は廃止。

#### コミュニティバス
所沢市内循環バス「ところバス」
当市内を走行する域型の公共交通機関である。当市交通安全課が運営しているが運行は西武バスへ委託されており、西武バス所沢営業所が営業を担当している。現在、市によって運行形態の見直しが行われている。
使用車両
主に路線バスの走行していない地域や細い道を走行する性質上、日野・リエッセや日野・ポンチョが充当されている。
路線
- 東路線（柳瀬循環コース）
- 東路線（松井循環コース）
- 西路線（新所沢・三ヶ島コース）
- 南路線（吾妻循環コース）
- 南路線（山口循環コース）
- 北路線（富岡循環コース）

「ライフバス」（鶴瀬駅西口〜三芳中学校経由・みずほ台駅西口線）
東入間二市一町（富士見市・ふじみ野市・三芳町）のコミュニティバスであるが、三芳町に隣接する200メートル強にわたって所沢市内を通り、途中には「埼玉スポーツセンター前」バス停が設置されている。

### タクシー
タクシーの営業区域は県南西部交通圏で、川越市・東松山市・飯能市・和光市などと同じエリアとなっている。

### 道路

#### 高速道路
- 関越自動車道 - 所沢IC

#### 国道
- 国道463号（通称：浦和所沢線）
  - 浦和所沢バイパス（通称：浦所バイパス）
  - 所沢入間バイパス（通称：小手指バイパス）

#### 県道
主要地方道
- 東京都道・埼玉県道4号東京所沢線（通称：所沢街道）
- 埼玉県道6号川越所沢線
- 東京都道・埼玉県道16号立川所沢線
- 東京都道・埼玉県道24号練馬所沢線
- 埼玉県道50号所沢狭山線
- 埼玉県道・東京都道55号所沢武蔵村山立川線
- 埼玉県道56号さいたまふじみ野所沢線

一般県道
- 埼玉県道126号所沢堀兼狭山線
- 埼玉県道・東京都道179号所沢青梅線
- 埼玉県道222号西所沢停車場線
- 埼玉県道223号狭山ヶ丘停車場線
- 埼玉県道337号久米所沢線

構想がある主な道路
- 事業化候補路線となっている核都市広域幹線道路のルート上に位置している。

## 観光
市指定文化財については、所沢市指定文化財一覧も参照。

### 名所・旧跡
主な城郭
- 滝の城址公園（県指定史跡）
- 山口城址（埼玉県指定史跡）
- 根古屋城址（埼玉県指定史跡）
- 北秋津城址

主な寺院
- 狭山不動尊 - 芝増上寺の旧徳川家霊廟の建物などを移築
- 多聞院（毘沙門堂は市指定文化財）

主な神社
- 北野天神
- 所澤神明社

主な史跡
- 小野家住宅（国の重要文化財）
- 柳瀬荘（黄林閣） -  旧松永安左エ門別邸（東京国立博物館管理、国の重要文化財）
- 所沢郷土美術館（平塚家）
- 井筒屋町造商店
- 小手指ヶ原古戦場跡

### 観光スポット
公園
- 所沢航空記念公園
同公園内に所沢航空発祥記念館がある。1982年夏には所沢航空記念公園でTHE ALFEE初の野外イベントが行われ、その後夏の恒例イベントとなった。

文化施設
- 埼玉県狭山丘陵いきものふれあいの里センター
- 所沢市民文化センター ミューズ
- 所沢市民体育館
- ところざわサクラタウン
  - 角川武蔵野ミュージアム
- 所沢市観光情報・物産館

運動施設
- ベルーナドーム
- 狭山スキー場
- 西武園競輪場
- 旧和田家住宅（クロスケの家、国の登録有形文化財）
旧ユネスコ村跡地の一部を利用。毎年5月下旬 - 7月にかけて営業。約40万株のユリの花が咲く。

自然
- 荒幡富士
- 狭山湖
- ところざわのゆり園
- トトロの森

娯楽施設
- 西武園ゆうえんち

温泉
- 湯楽の里 所沢温泉（下富）
- 湯の森所沢（下安松）
- むさしの温泉「彩ゆ記」（南永井）

## 文化・名物

### 祭事・催事
- ところざわまつり
明治初期より続く祭り。戦前は所澤神明社の秋の例大祭であった。毎年10月の日曜日に開催。会場となる所沢駅西口からプロペ通り、埼玉県道337号久米所沢線（ファルマン通り）、埼玉県道337号久米所沢線（昭和通り）、所沢銀座通り、金山町通りは全面車両通行止めになるなど大規模な交通規制、全10基の山車・神輿を曳行、重松流祭囃子を披露する他、毎年多彩な催し物を企画している。近年ではサンバが開催される[19]。
- 所沢市民文化フェア（航空発祥祭）
毎年4月に所沢航空記念公園で開催されるイベント。所沢航空記念公園#イベント・行事を参照。
- 所沢市民フェスティバル
毎年10月に所沢航空記念公園で開催される所沢市内最大規模のイベントである。所沢航空記念公園#イベント・行事を参照。

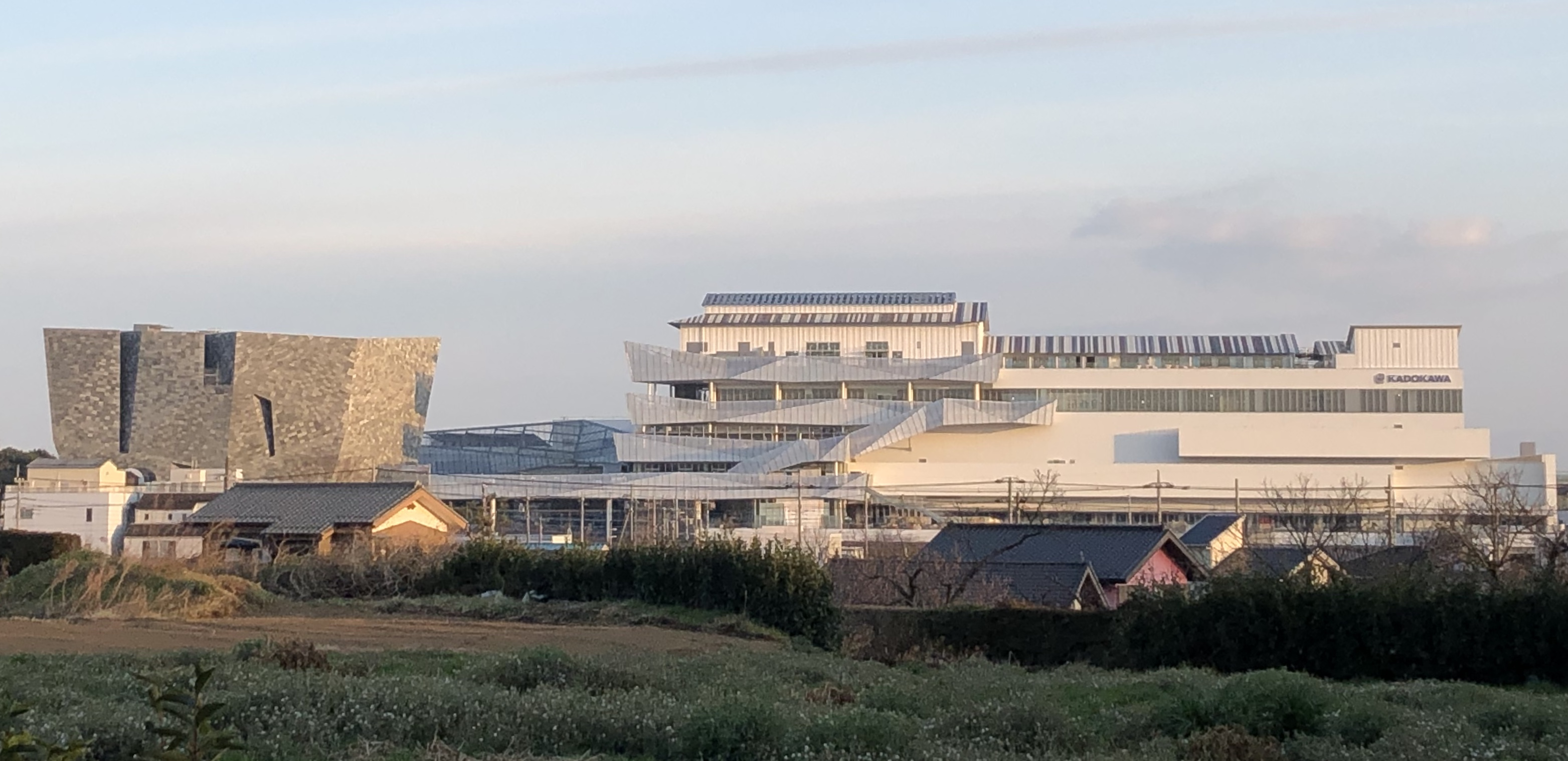
ところざわサクラタウン
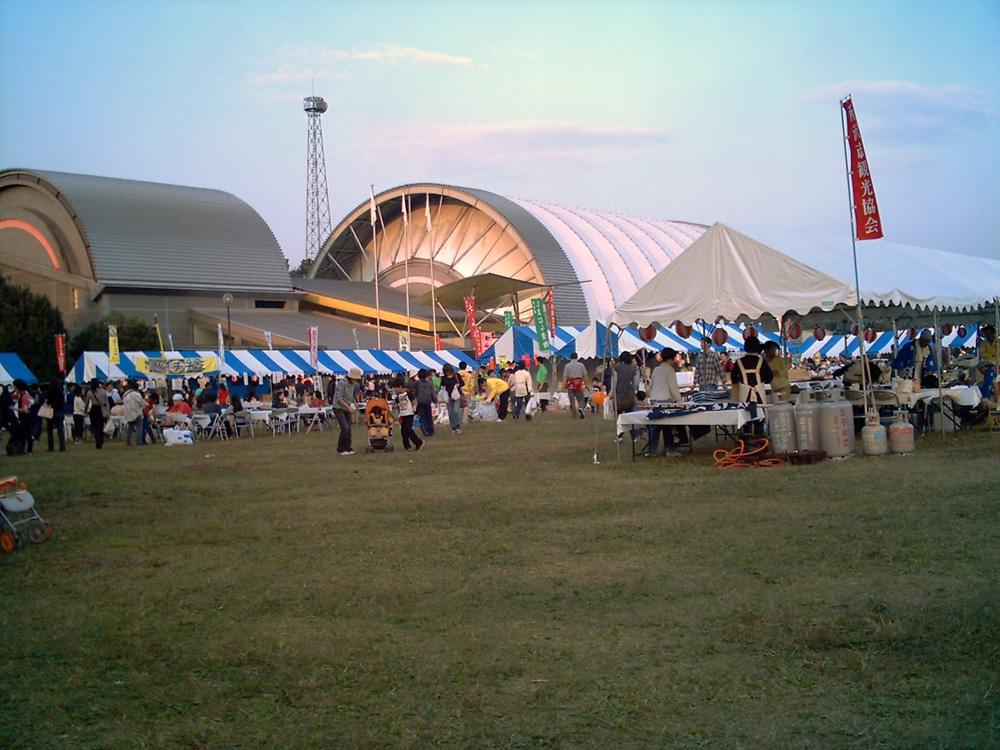
第27回・所沢市民フェスティバル風景
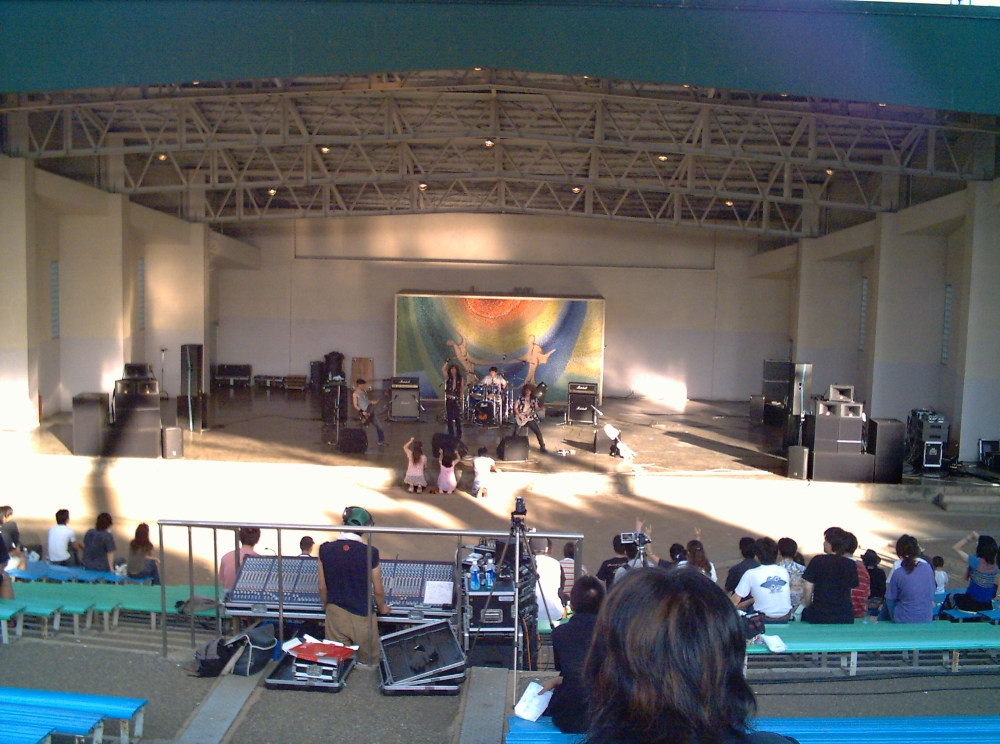
所沢航空記念公園内 野外ステージ
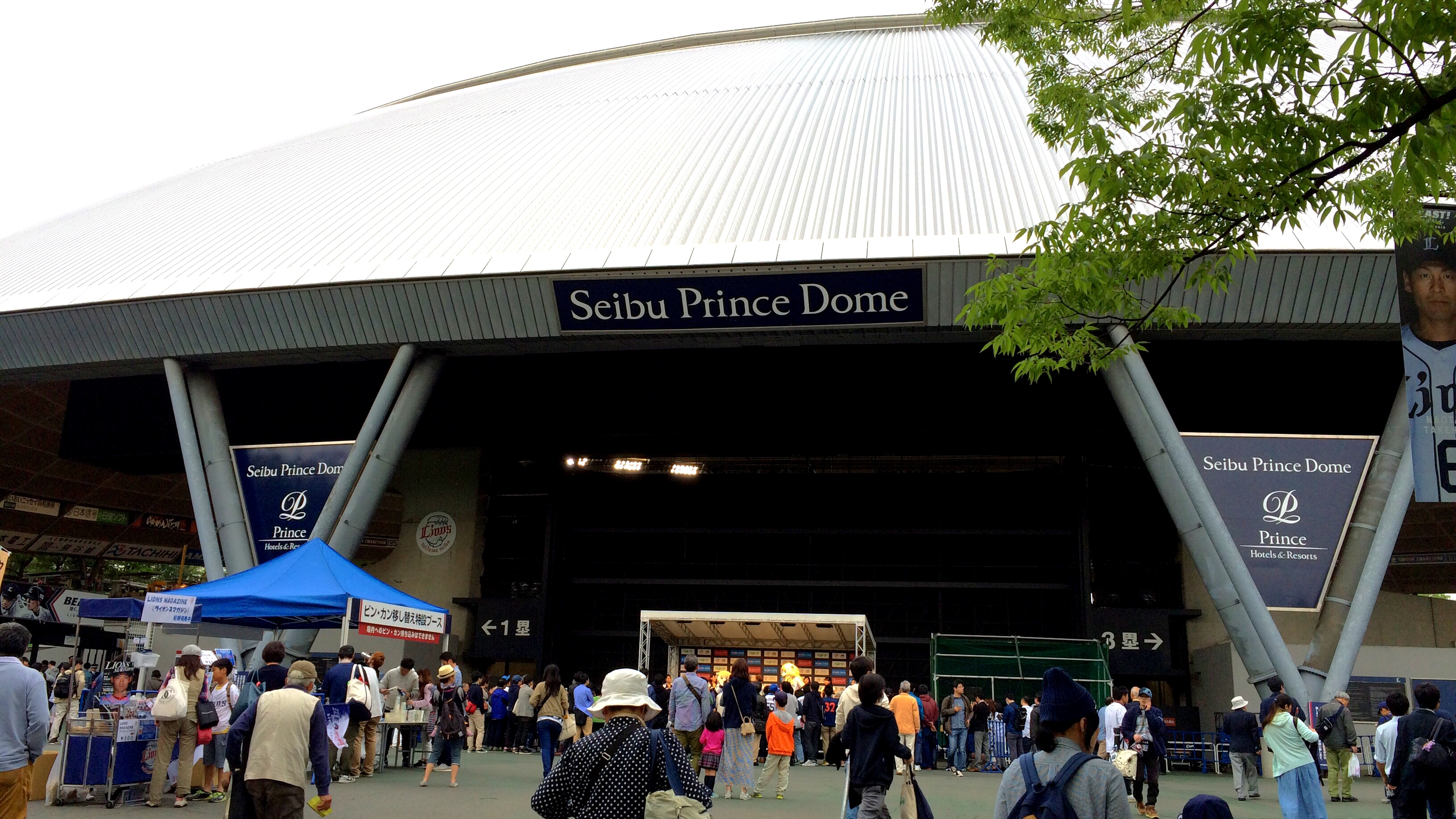
ベルーナドーム
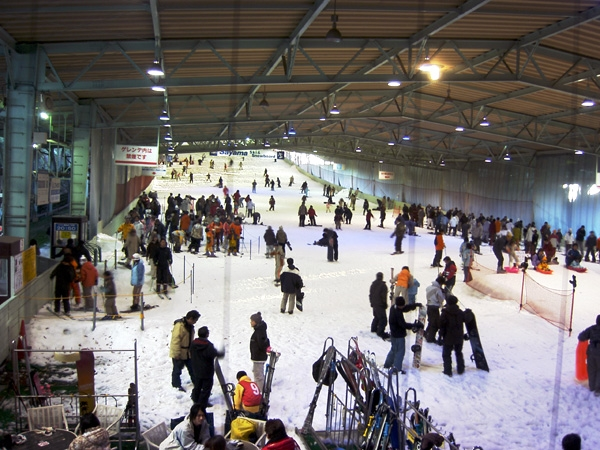
狭山スキー場
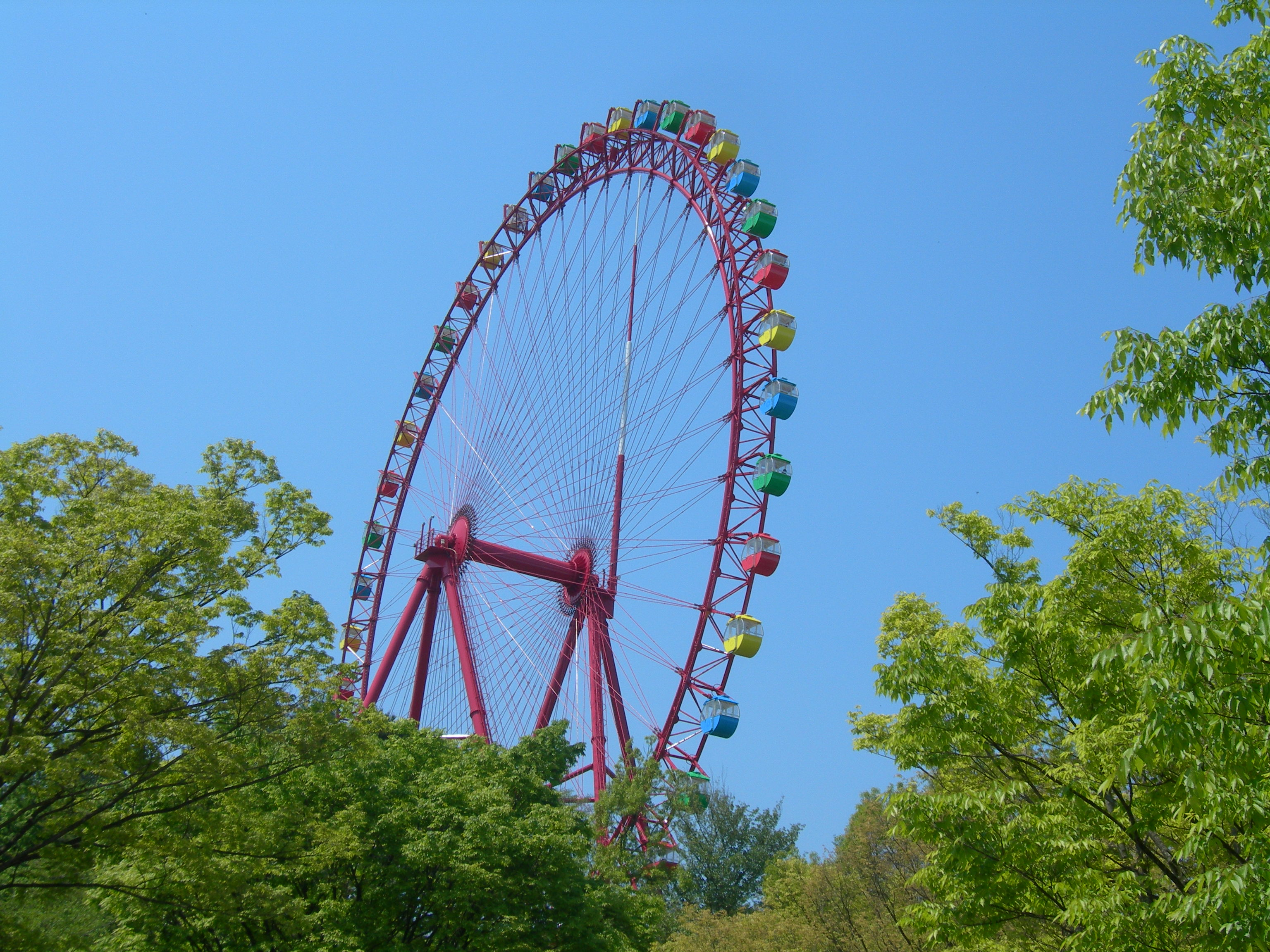
西武園ゆうえんち
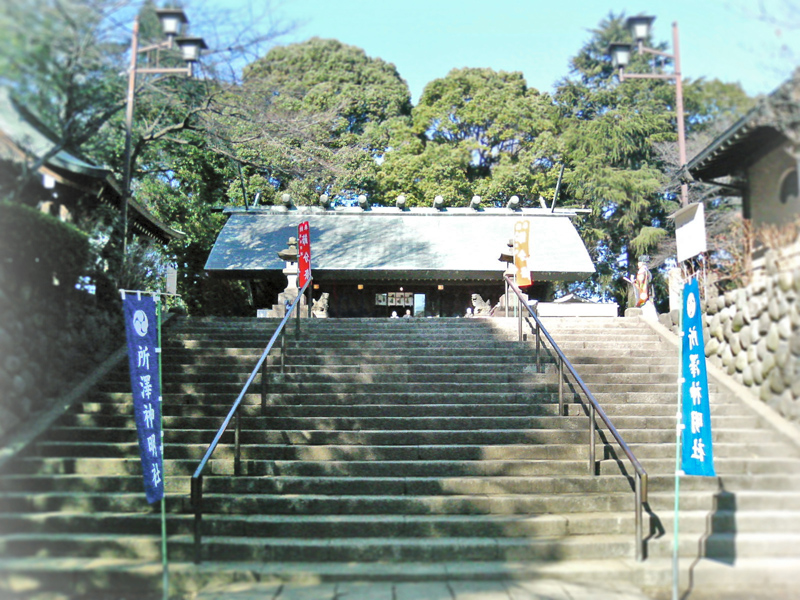
所澤神明社
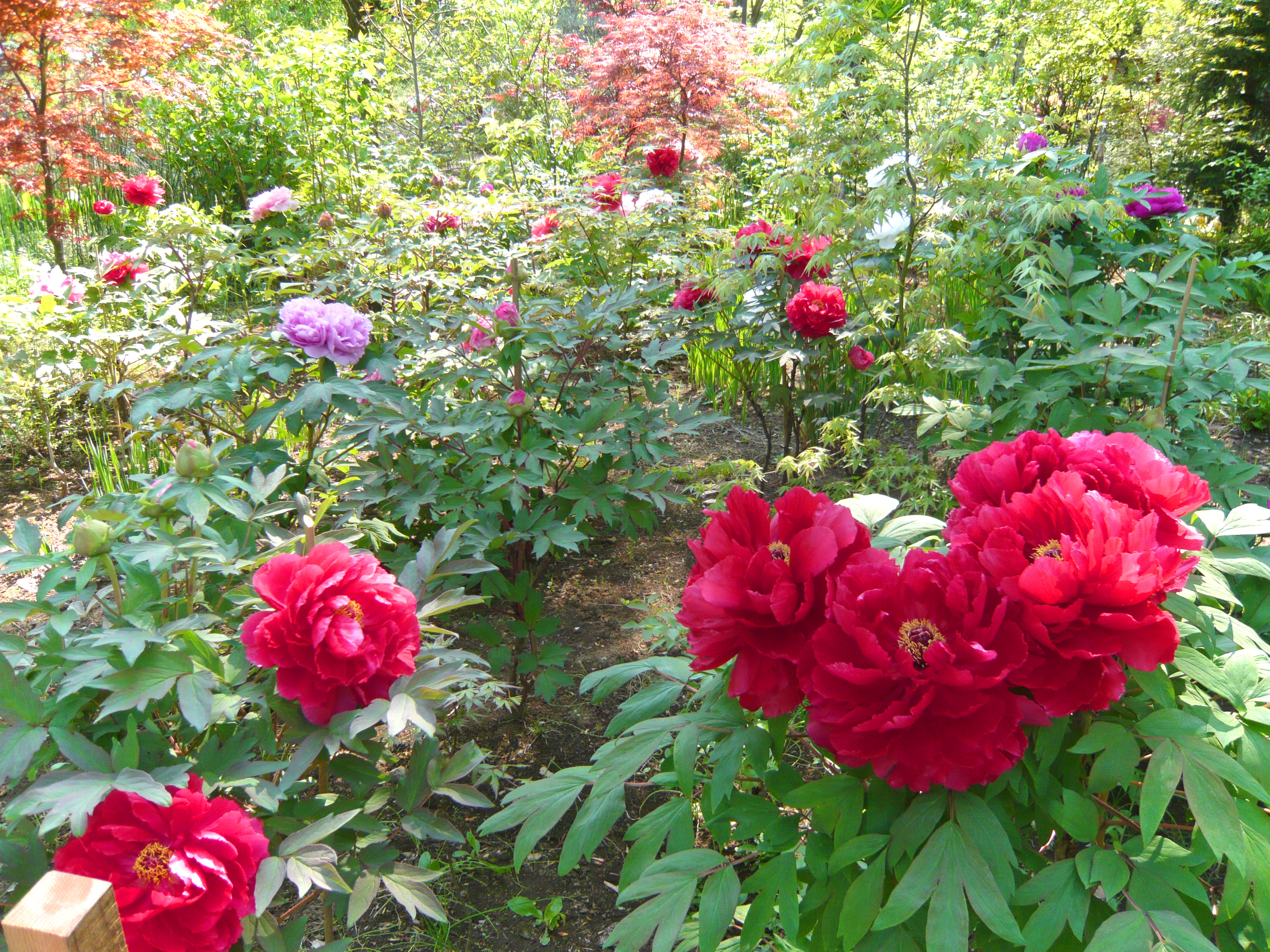
多聞院 境内の牡丹
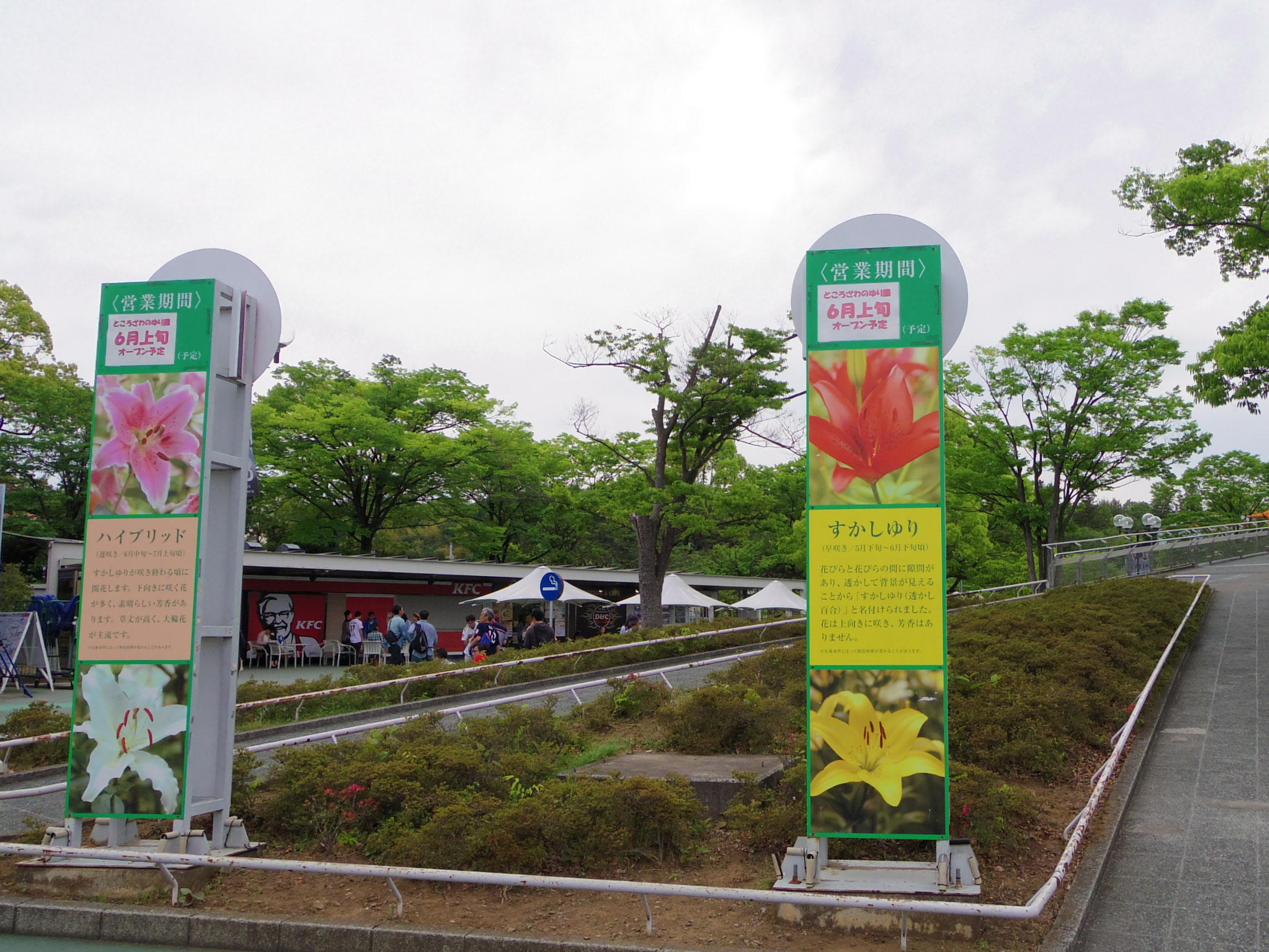
ところざわのゆり園
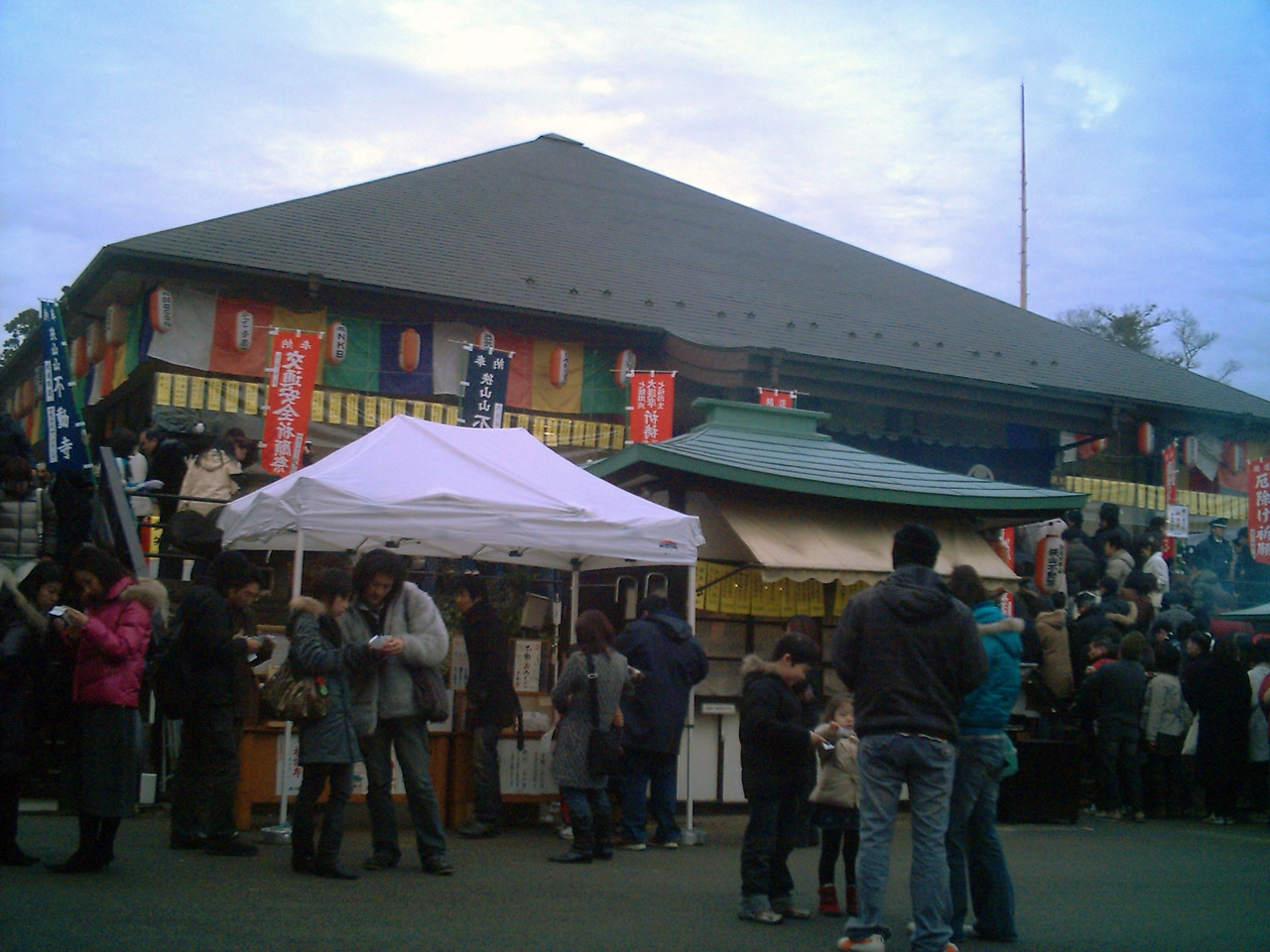
狭山不動尊初詣の風景（2007年）
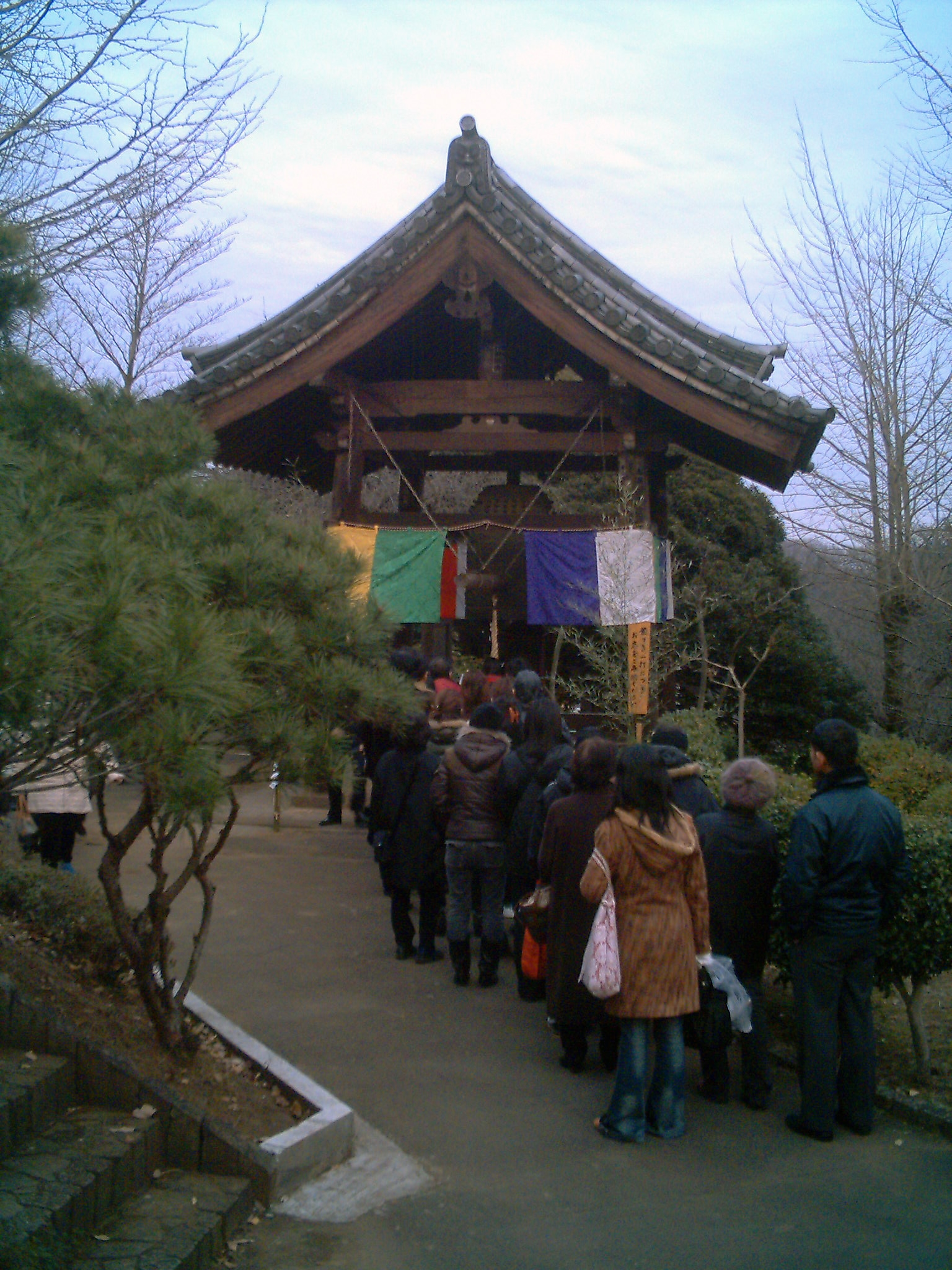
狭山不動尊境内にある釣鐘

### 名産・特産
- ところっけ
- 狭山茶
- サトイモ焼酎「恋も咲くところ」 - 所沢市内酒店限定。
- 焼きだんご[20]
- 所沢人形
- ファルマン (菓子)
- ラッキーパンダうどん

### スポーツ

#### 野球
プロ野球
- 埼玉西武ライオンズ - 西武ドームを本拠地とするプロ野球球団。パシフィック・リーグ優勝23回（リーグ最多、歴代2位）、日本一13回（歴代2位）の実績を残している。

社会人野球
- 所沢グリーンベースボールクラブ - 2005年に創部した社会人野球のクラブチーム。2010年に全日本クラブ野球選手権大会を制覇している。

#### バスケットボール
- さいたまブロンコス - 所沢市民体育館を本拠地。B3.LEAGUE

#### 陸上競技
- 早稲田大学競走部 - スポーツ科学部などがある早稲田大学所沢キャンパスに拠点を置く名門陸上競技部。東京箱根間往復大学駅伝競走では、名門校として、総合優勝13回（中央大学に次ぐ歴代2位）の実績を残している。

#### eスポーツ
- FAV gaming -ところざわサクラタウンに活動拠点を置く、KADOKAWAが擁するプロゲーミングチーム。

### 武道

#### 空手
- 士道館 - 美原町に総本部を置く空手軍団。

#### 大相撲
- 二子山部屋（北岩岡） - 2018年4月1日に、藤島部屋から独立した二子山親方（元大関・雅山）によって、14年ぶりに創設された相撲部屋。2021年5月場所開始前に東京都葛飾区へ移転した。

## 出身関連著名人

### 出身著名人

#### 財界
- 山本康二（実業家、アリババマーケティング（現 グローバルパートナーズ）創業者社長、元光通信常務取締役）
- 鹿島岩吉（鹿島建設創業者）

#### 政界・財界・官界
- 新井正則（衆議院議員（1期））
- 石井道子（参議院議員（3期）、第34代環境庁長官）
- 内田欽也（第11代国土交通省都市局長）[21]
- 小野塚勝俊（第11代所沢市長、衆議院議員（1期））
- 並木正芳（衆議院議員（2期）、埼玉県議会議員（2期）、所沢市議会議員（3期））
- 東郷哲也（衆議院議員（1期）、名古屋市会議員（2期））
- 百武公親（衆議院議員（1期））
- 西尾昭彦（世界銀行副総裁）
- 秋吉仁美（東京高等裁判所部総括判事）
- 大菅岳史（国際連合日本政府代表部特命全権大使、国際連合日本政府次席代表）

#### 漫画関係者
- 髙橋美由紀（漫画家）
- 山本英夫（漫画家）
- 松本ぷりっつ（漫画家）

#### 文化人
- 池田憲章（フリーライター、編集者、プロデューサー）
- 石川英治（コメンテーター、著作家）
- 栗原大輔（画家）
- 桑名真吾（ゲームクリエイター）
- 佐藤直人（アマチュア天文家）
- 武村八重子（ピアニスト、作曲家）
- 竹山洋（脚本家）
- 羽生善治（将棋棋士）
- 藤沢里菜（囲碁棋士）
- 大矢東吉（将棋棋士）
- 宮崎吾朗（アニメーション監督、建設コンサルタント）
- 宮崎敬介（版画家）
- 森義隆（映画監督）
- 三遊亭圓鶴（落語家）
- 三ヶ島葭子（女流歌人）
- 高川文筌（画家）
- 田中王堂（哲学者、評論家）

#### マスコミ
- 吾妻謙（NHKアナウンサー）
- 一柳亜矢子（NHK大阪放送局アナウンサー）
- 大野修（福島中央テレビアナウンサー）
- 小林由未子（TBSアナウンサー）
- 吉井歌奈子（フリーアナウンサー）
- 佐々木武海（南日本放送アナウンサー）
- 川口俊介（NHKプロデューサー）

#### 芸能
- 侑輝大弥（宝塚歌劇団花組男役）
- 岩田光央（声優）
- 浦山一悟（ミュージシャン「ACIDMAN」）
- 岡井千聖（元歌手、元タレント）
- 小川夏実（声優）
- 春日俊彰（お笑い芸人、オードリー）
- 加藤由季（元タレント）
- 喜屋武ちあき（グラビアアイドル）
- 近藤みやび（レースクィーン、レースクイーン・オブ・ザ・イヤー受賞者）
- 草尾毅（声優）
- 島口哲朗（俳優、殺陣師）
- 左卜全（俳優）
- 田浦楽（音楽家、ドラマー）
- 所ジョージ（タレント）
- NAOTO（EXILE、三代目 J SOUL BROTHERS from EXILE TRIBE）
- 八反安未果（歌手）
- パンタ（ミュージシャン「頭脳警察」）
- bp（音楽プロデューサー）
- 町田恵（元チェキッ娘）
- 松木里菜（女優）
- 工藤阿須加（俳優）
- 辰巳雄大（ふぉ〜ゆ〜）
- 仲川希良（ファッションモデル、タレント）
- U（THE BEAT GARDEN）
- 左卜全（俳優、オペラ歌手）（旧：小手指村（後の所沢町））
- KID FRESINO（ラッパー、DJ、トラックメイカー）
- 坂巻有紗（タレント、女優、歌手、モデル）

#### スポーツ
- 秋葉陽一（元サッカー選手）
- 石亀晃（元サッカー選手）
- 金子昌広（サッカー選手、ツエーゲン金沢）
- 東城穣（サッカー審判員）
- 野崎桂太（元サッカー選手）
- 野崎雅也（サッカー選手）
- 渡部大輔（サッカー選手、大宮アルディージャ）
- 斉藤貢（元福岡ダイエーホークス→日本ハムファイターズ投手）
- 櫻井周斗（東北楽天ゴールデンイーグルス投手）
- 芝草宇宙（元北海道日本ハムファイターズ投手）
- 杉本友（元ヤクルトスワローズ投手）
- 羽田慎之介（埼玉西武ライオンズ投手）
- 山﨑福也（北海道日本ハムファイターズ投手）
- 山口千沙季（元女子プロ野球選手）
- 渡邉恒樹（元東北楽天ゴールデンイーグルス→東京ヤクルトスワローズ投手）
- 日下部智子（女子プロゴルファー）
- 工藤遥加（女子プロゴルファー、工藤公康の長女）
- 宇津木秀（プロボクサー）
- 五代登（元プロボクサー）
- 須田拓弥（プロボクサー）
- ヤス・ウラノ（プロレスラー DDT）
- 北勝富士大輝（元大相撲力士、年寄大山）
- 爆羅騎源氣（元大相撲力士）
- 添野義二（空手家、世界空手道連盟士道館館長）
- 塩田泰久（合気道家）
- 後藤浩（競艇選手）
- 鈴木亜久里（元F1レーサー）
- 斎藤太吾（D1ドライバー）
- 宮本大輔（アスレティックトレーナー）

### ゆかりのある有名人
漫画家やアニメーターの在住が多い。また日本大学藝術学部への進学をきっかけにそのまま在住するケースもある。

#### 在住の有名人
- あずまよしお（漫画家）
- 飯田耕一郎（漫画家）
- 石田あきら（漫画家）
- 及川拓馬（将棋棋士）
- 小野寺力（東京ヤクルトスワローズ）
- 小野栄一（ボードビリアン）
- 河合じゅんじ（漫画家）
- 勝部元気（作家、論客）
- 楠瀬誠志郎（歌手）
- さだやす圭（漫画家）
- 三町半左（漫画家）
- 柴田博之 （元埼玉西武ライオンズ）
- 柴山昌彦（自由民主党衆議院議員）
- しろ（漫画家）
- 双団平（漫画家）
- 高槻ナギー（漫画家）
- 高橋玄洋（脚本家、劇作家）
- 高橋良輔（アニメ監督）
- 竹内英孝（映画監督）
- 田島みるく（漫画家、小説家）
- 田中ひろみ（イラストレーター）
- 峠比呂（漫画家）
- なぐも。（漫画家）
- 袴田めら（漫画家）
- 晴瀬ひろき（漫画家）
- 日野日出志（漫画家）
- 福本武久（作家、小説家）
- ふなつ一輝（漫画家）
- 増岡弘（声優）
- 松田未来（漫画家）
- 松本ともこ（ラジオパーソナリティ）
- 松本規之（漫画家）
- 宮崎駿（アニメ作家・映画監督）
- 森永卓郎（経済アナリスト、タレント）
- 安彦良和（アニメーター・漫画家）
- 湯浅誠（社会活動家）
- 立川真司（ものまねタレント）

#### その他
- あだち充（漫画家） - 兄であるあだち勉が新所沢東口にあった本屋「タンデム」のオーナーをしていた。
- 安部慎一（漫画家）
- 蛭子能収（タレント、漫画家）- 元在住。
- 上野ひとみ（タレント・おさかなマイスター）
- 小黒祐一郎（フリーライター、編集者）
- 小原乃梨子（声優）
- 木村郁美（TBSアナウンサー）
- 清塚信也（ピアニスト、音楽家） - 元在住。
- スカイピース（YouTuber）
- 島田洋七（漫才師） - 元在住。ラーメン店『まぼろし軒』の元オーナー。
- 清水章吾（俳優） - 元在住。
- 釈由美子（女優）
- 反村幼児（漫画家）- 元在住。
- 貴水博之（ミュージシャン「access」ボーカリスト・俳優）- 埼玉県立所沢西高等学校卒業。
- 田辺真由美（漫画家）
- 田丸美寿々（ニュースキャスター）
- 千田裕之（シンガーソングライター、音楽プロデューサー）
- 竹野内豊（俳優） - 小中学校時代を所沢市で過ごす。
- 竹内結子（女優）
- つかじ俊（漫画家） - 晩年は所沢市に在住。
- 中沢啓治（漫画家） - 晩年は所沢市に在住していたが、故郷の広島市の病院で逝去。
- 沼田曜一（俳優）
- 長谷川摂子（児童文学者、作家）
- 原田泰造（お笑いタレント）
- 魔夜峰央（漫画家） - 元在住。『翔んで埼玉』は所沢在住時の作品。
- 箕輪厚介（編集者） - 元在住。
- 宮原ナオ（漫画家） - 元在住。『三軍神参上』の単行本でよくネタに出していた。
- 守村大（漫画家） - 元在住。『考える犬』は航空公園周辺が舞台。
- モンキー・パンチ（漫画家） - 元在住。1988年頃に小手指駅前のマンションに居を構えていた。
- やすひさてっぺいー（料理研究家、評論家、日本唐揚協会会長兼理事長）
- 山口敏夫（元衆議院議員・元労働大臣第48代）
- YOU（タレント）
- ラッキーパンダ
- 渡辺蘭（タレント、女優、フリーアナウンサー、気象予報士）
- 中村望

### 架空の人物
- 所恵美 （声 - 藤井ゆきよ）（ソーシャルゲーム『アイドルマスター ミリオンライブ!』登場キャラクター）- CD『THE IDOLM@STER LIVE THE@TER DREAMERS 02』収録のボイスドラマでは、地元が所沢であると自称している。

### マスコットキャラクター
- トコろん - 所沢市公認のイメージマスコット。市の鳥「ひばり」をモチーフに、航空発祥の地にちなんでプロペラ飛行機のイメージから、頭にプロペラをつけている。
- 航空戦士トコロザワン - 埼玉ご当地ヒーローズにも参加する、所沢市のローカルヒーロー。
- ラッキーパンダ - イベント時や月に数回、航空公園駅周辺を歩くパンダのキャラクター。
- このほかに、市が発行する広報のマスコットキャラクターとして「ひばりちゃん」がいる。

## 所沢を舞台とした作品
所沢市が舞台、またはゆかりのある作品（ロケ地も含む）を記載する。
※太字はKADOKAWA関連作品。
| タイトル                                       | 媒体                 | 詳細 |
| ---------------------------------------------- | -------------------- | --- |
| うぬぼれ刑事                                   | ドラマ               | |
| TOKYO コントロール                             | ドラマ               | 東京航空交通管制部が舞台。 |
| 風飛び一斗                                     | 漫画                 | |
| かっとばせ!キヨハラくん                        | 漫画                 | |
| 考える犬                                       | 漫画                 | |
| がんばれ!!タブチくん                           | 漫画、アニメ映画     | |
| おじゃる丸                                     | 漫画、アニメ         | 当市が月光町のモデル。 |
| CLANNAD                                        | アニメ               | 私立光坂高等学校の校門は、所沢市立上山口中学校の校門をモチーフとしている。 |
| 月刊少女野崎くん                               | 漫画、アニメ         | 作中に新所沢駅をモチーフとした駅が登場。 |
| ケンネル所沢                                   | アニメ、漫画         | |
| 劇場霊                                         | 映画                 | ロケ地として所沢市民文化センター ミューズを使用。 |
| 賢者の学び舎 防衛医科大学校物語                | 漫画                 | 防衛医科大学校が舞台。 |
| 硬派!埼玉レグルス                              | 漫画                 | |
| Shall we ダンス?                               | 映画                 | |
| サムライフラメンコ                             | アニメ               | TVアニメ第6話にて所沢駅西口付近が登場。 |
| 呪怨                                           | 映画                 | ビデオ版、映画版のロケ地。特にビデオ版は所沢市内で全撮影を実施。 |
| 小説 仮面ライダークウガ                        | 小説                 | 西武ドームが登場。 |
| 女子高生の無駄づかい                           | アニメ、漫画         | 所沢駅、イオン所沢店、新所沢PARCO・新所沢レッツシネパークが登場。 |
| ソードアート・オンライン                       | ライトノベル、アニメ | TVアニメ第1期第2クールオープニング映像にて、所沢駅をモチーフとした駅が登場。作中では、アリシゼーション編にて、防衛医科大学校附属病院がモチーフだとされる「所沢防衛医大病院」が登場。 |
| 世界の中心、針山さん                           | ライトノベル         | |
| 勇者のセガレ                                   | ライトノベル         | |
| 「キミ、どこ住み？え、俺は空中要塞住みだけど」 | ライトノベル         | |
| 暗転エピローグ                                 | 漫画                 | |
| 私を球場に連れてって!                          | 漫画                 | 当市が主な舞台。 |
| 正解するカド                                   | アニメ               | 第6話以降、狭山湖が舞台。作中には、西武園ゆうえんちも登場。 |
| 瀬戸の花嫁                                     | 漫画、アニメ         | 原作も埼玉が舞台ではあったものの所沢という明確な設定はなかった。 |
| 刻刻                                           | 漫画、アニメ         | |
| よつばと!                                      | 漫画                 | 西武池袋線西所沢駅 - 小手指駅間にある架空駅が主人公の最寄り駅（14巻より）。 |
| TARI TARI                                      | アニメ               | 第5話にて所沢市民体育館が登場。 |
| 鉄塔 武蔵野線                                  | 映画、小説           | |
| 所さんのまもるもせめるも                       | ゲーム               | |
| デュアル!ぱられルンルン物語                    | アニメ               | |
| 翔んで埼玉                                     | 漫画、映画           | |
| 葉桜が来た夏                                   | ライトノベル         | 防衛医科大学校附属病院が登場。 |
| はだかっ子                                     | 映画                 | |
| となりのトトロ                                 | アニメ映画           | 松郷や牛沼、狭山丘陵、八国山緑地などが舞台。 |
| みずいろ                                       | ゲーム               | |
| 名探偵コナン 戦慄の楽譜                        | アニメ映画           | 所沢市民文化センター ミューズが登場。 |
| ばなにゃ                                       | アニメ               | 当市が制作協力をしており、エンディング映像では西武ドームや狭山湖などが登場。 |
| 乱丸XXX                                        | 漫画                 | |
| ローリング☆ガールズ                            | アニメ               | 日吉町が舞台。圏央所沢病院がモチーフになった建物が登場。 |
| わずかいっちょまえ                             | 漫画                 | |
| シャム猫 -ファーストミッション-                | アニメ               | |
| 神様しばい                                     | ゲーム               | 東所沢が舞台の学園ストーリー。架空の高校「中都学院高等学校」が登場。 |
| 灯事記シリーズ                                 | 音楽                 | 当市の地名などに因んで名付けられた曲が多くある。 |
| 装甲娘戦機                                     | アニメ               | 主人公リコの住む街。所沢ICが登場。 |
| 妖怪大戦争 ガーディアンズ                      | 映画                 | 妖怪大戦争第3作目の映画。主人公の住む街。 |
| 最後の家族                                     | 小説                 | 小手指駅が最寄駅で出てくる。 |
| 怪人開発部の黒井津さん                         | 漫画、アニメ         | アニメ版において所沢駅前やプロぺ商店街が登場。 |
| もういっぽん！                                 | 漫画、アニメ         | 所沢市民体育館が登場。 |
| カノジョも彼女                                 | 漫画、アニメ         | 所沢駅が登場。 |

## 進行中のプロジェクト
- COOL JAPAN FOREST構想
  - 本市と株式会社KADOKAWAの共同プロジェクトで、拠点施設ところざわサクラタウンを中心に、みどりや文化、産業が調和した地域づくりを進める構想。
- マチごとエコタウン所沢構想
- 所沢駅周辺まちづくり基本構想
  - 所沢駅西口土地区画整備事業
  - 所沢西口北街区市街地再開発事業
- 北秋津･上安松土地区画整理事業
- 若松地区土地区画整理事業
- 都市高速鉄道12号線(都営地下鉄大江戸線)東所沢延伸